# 上海中心大厦
環球貿易廣場（英語：International Commerce Centre）樓高108層、484米（包括圓方商場、頂樓118樓），最高點達到海拔490米。 全球第13高、全港最高及唯一超過100層的香港建築物，位於香港尖沙咀柯士甸道西1號、鄰近西九文化區，屬九龍站Union Square第七期發展計劃，亦是最後一期發展項目。
100樓設有360度室內觀景台天際100；101樓開設5間中西日式高級餐廳；香港麗思卡爾頓酒店位於3至9樓及最高17層（M4-3至118樓）。10至99樓為辦公樓層。

## 特色

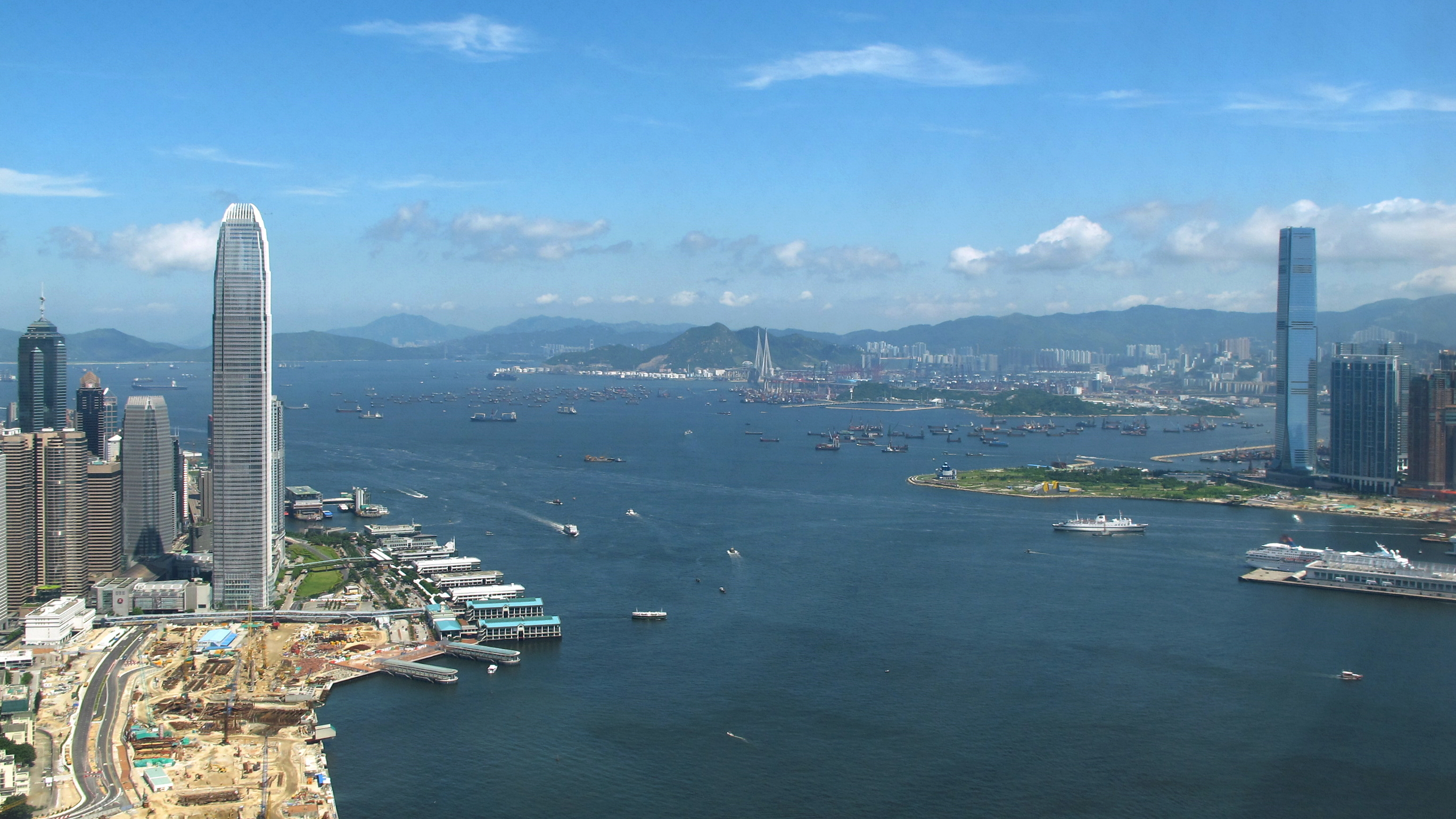
環球貿易廣場與對岸的國際金融中心二期組成巍峨「維港門廊」，構成獨特海港景觀

- 全球首座建築物採用雙層玻璃幕牆建造（僅限天際100），達至天然採光環境保護效果。
- 48及49樓設有空中大堂。
- 設有30部分別可同時容納21人的升降機，穿梭地面及各層辦公室。另有14部直達高層的升降機以及2部貴賓升降機。
- 升降機採用迅達獨家專利的PORT1智能分配系統並配合門禁系統，為全球第一座安裝此系統的大廈。
- 設有24小時出入管理及保安系統。
- 辦公室、升降機和大堂均設置無線手提電話通訊裝置。
- 配備衛星電視接收器。
- 裝有38部發電機，以應付緊急事故。
- 與商場、住宅及酒店相鄰，構成多元化的獨立社區「Union Square」。
- 與對岸的國際金融中心2期組成巍峨「維港門廊」，構成獨特海港景觀，成為香港的新地標。
- 環球貿易廣場低層樓面稱為第一期，於2008年9月建成後陸續租出，其餘樓面於2010年內落成，該手法仿傚美國的世界貿易中心。（1972年時，世界貿易中心仍未完成，已租出部分樓層。）

### ICC聲光耀維港
「ICC聲光耀維港」是一個開創先河的LED燈光音樂表演，並於2013年創下屬於香港的健力士世界紀錄 ─ 「單一建築物上最大型燈光音樂表演」。
最初的LED燈光動畫是由國際著名燈光設計師 戶恒浩人先生設計，他曾參與多個日本國內照明項目，別樹格調的照明項目令他聞名於同業。「ICC聲光耀維港」每晚7時45分及9時正於全香港最高的建築物 ─ 環球貿易廣場（ICC）上演。每季燈光動畫以不同主題及音樂故事設計，以絢爛的維港為背景，配合音樂，於ICC大廈外牆交織出令人歎為觀止的聲畫故事，帶出「心繫香港」的訊息，為香港投入正能量。

### 摩天大樓紀錄
環球貿易廣場落成後創下以下紀錄：
- 全香港最多樓層：108層（包括圓方商場、頂樓118樓），取代國際金融中心二期的88層。
- 全香港最高大樓：484米，取代國際金融中心二期的415米。
- 全香港最高速升降機（每秒10米或每小時36公里）
- 全香港行機程最長升降機（374米）
- 世界第13高摩天大樓（大廈建成的時候為全球第4高、華南最高摩天大樓）。
- 全球最高酒店（2011-2019）（香港麗思卡爾頓酒店）：位於大樓3至9樓、M4-3至118樓。現僅次於廣州瑰麗酒店及J酒店上海中心。

## 歷史

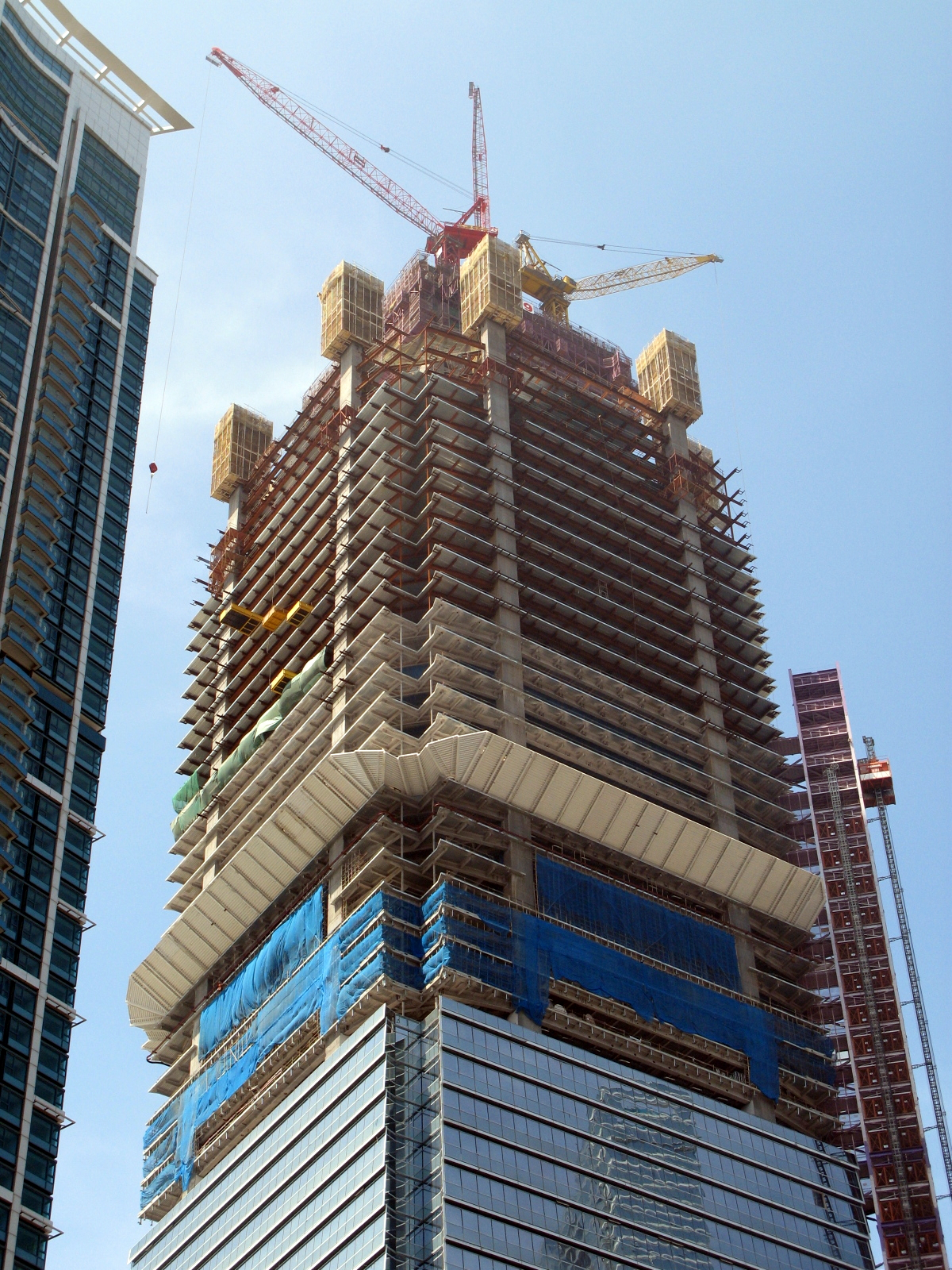
2007年9月大樓興建情況

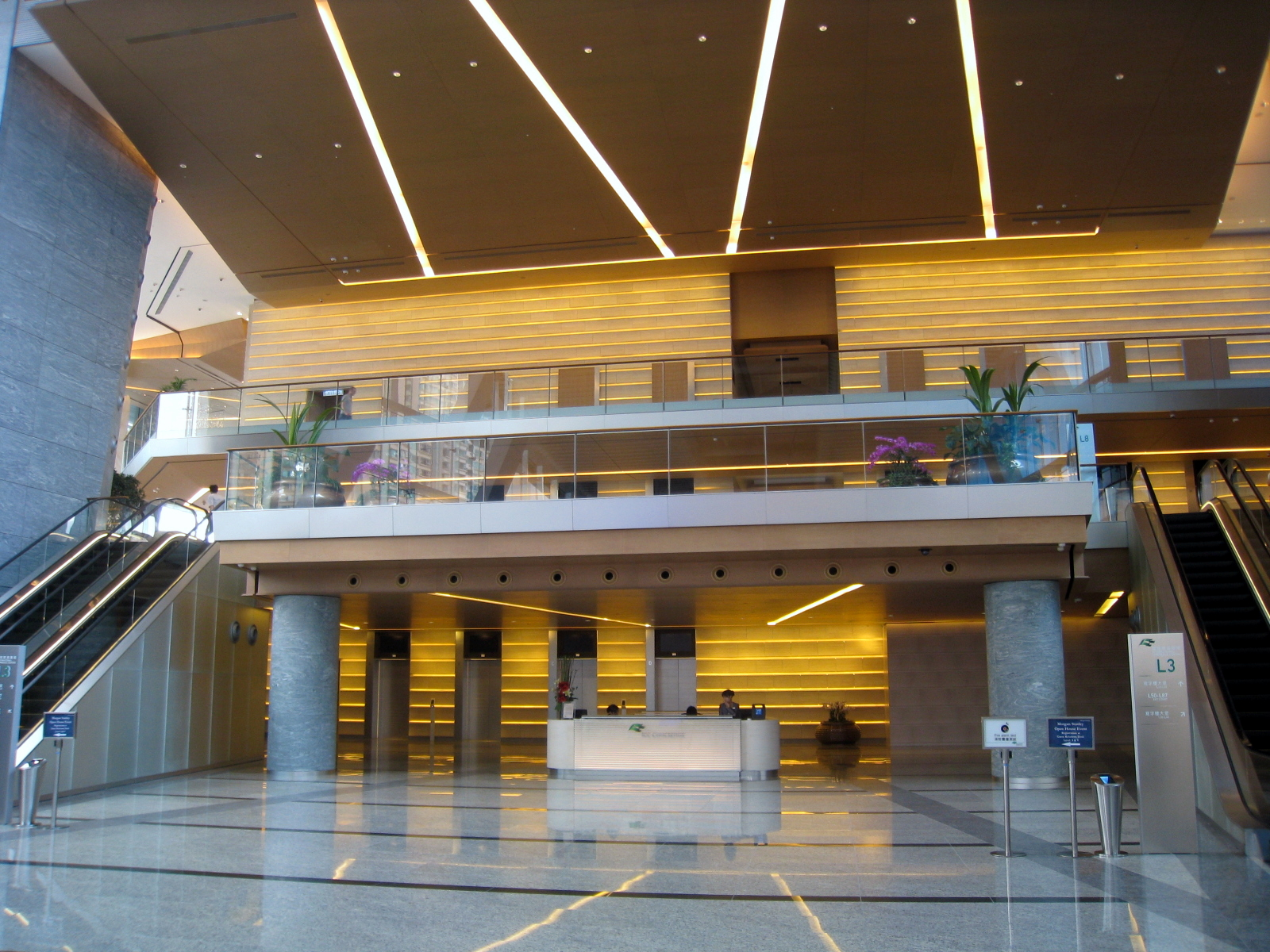
環球貿易廣場辦公室大堂

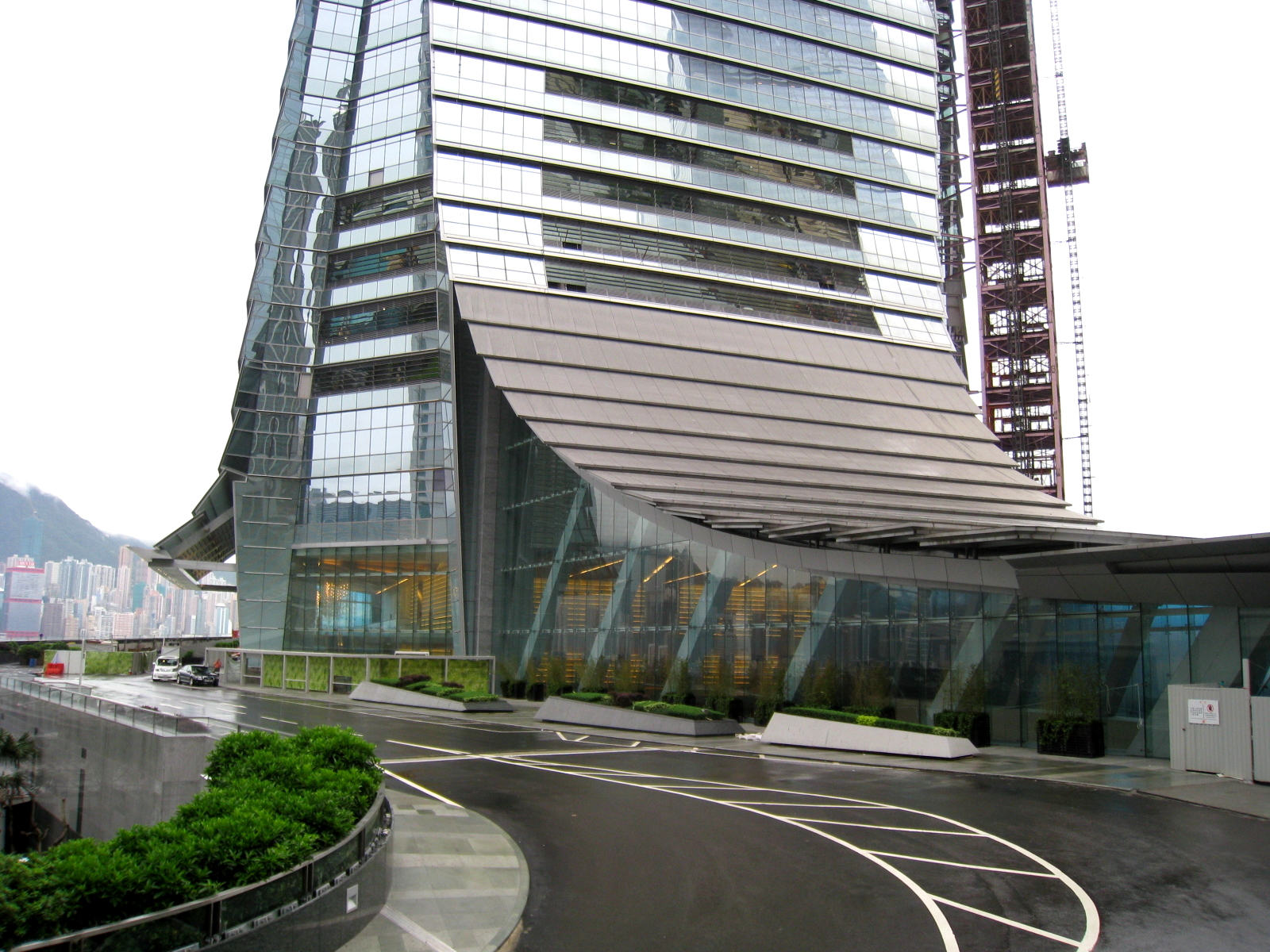
環球貿易廣場地下車道入口

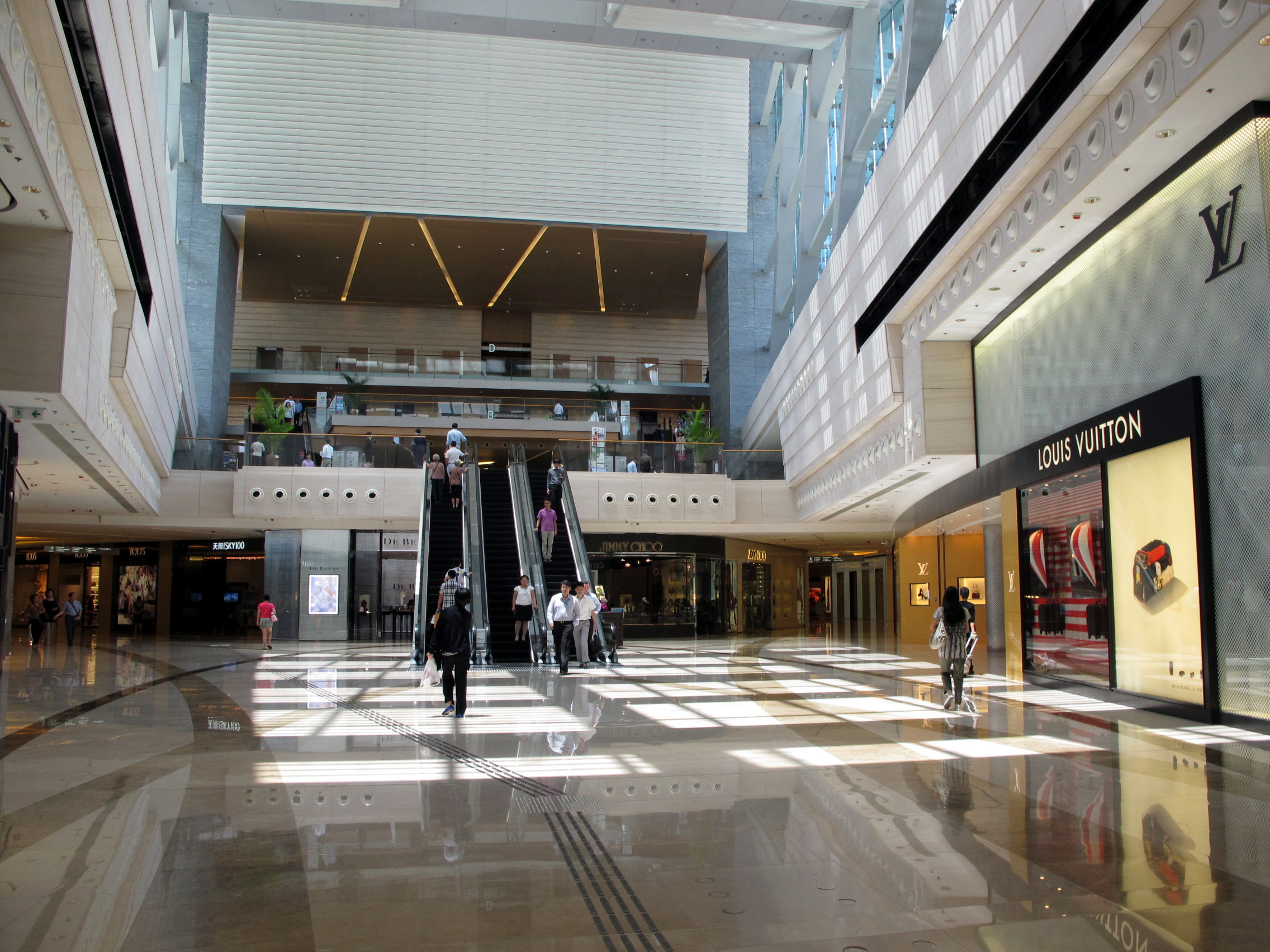
通往環球貿易廣場及圓方擴展部分的通道

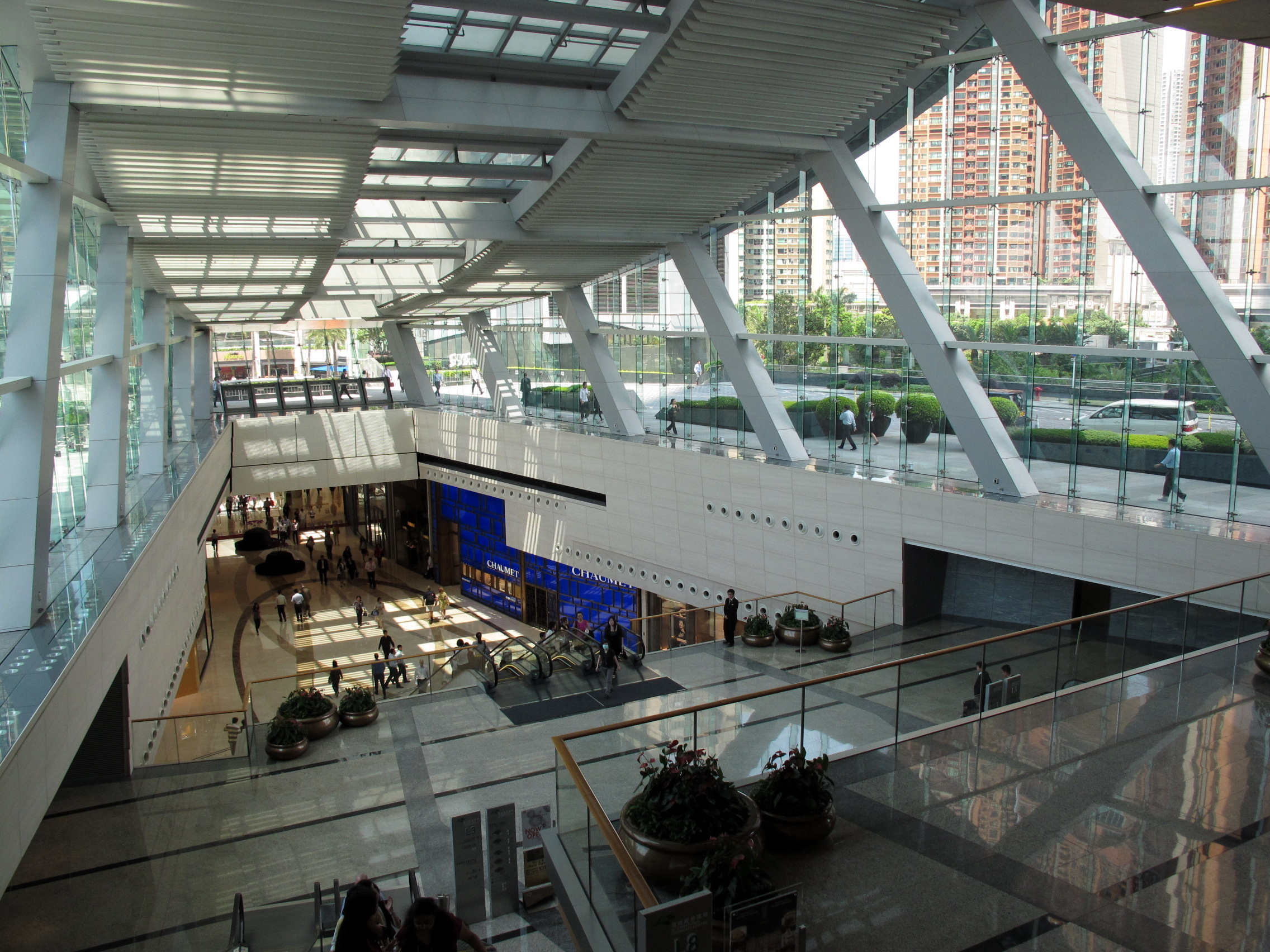
環球貿易廣場入口採用特別的「龍尾」設計

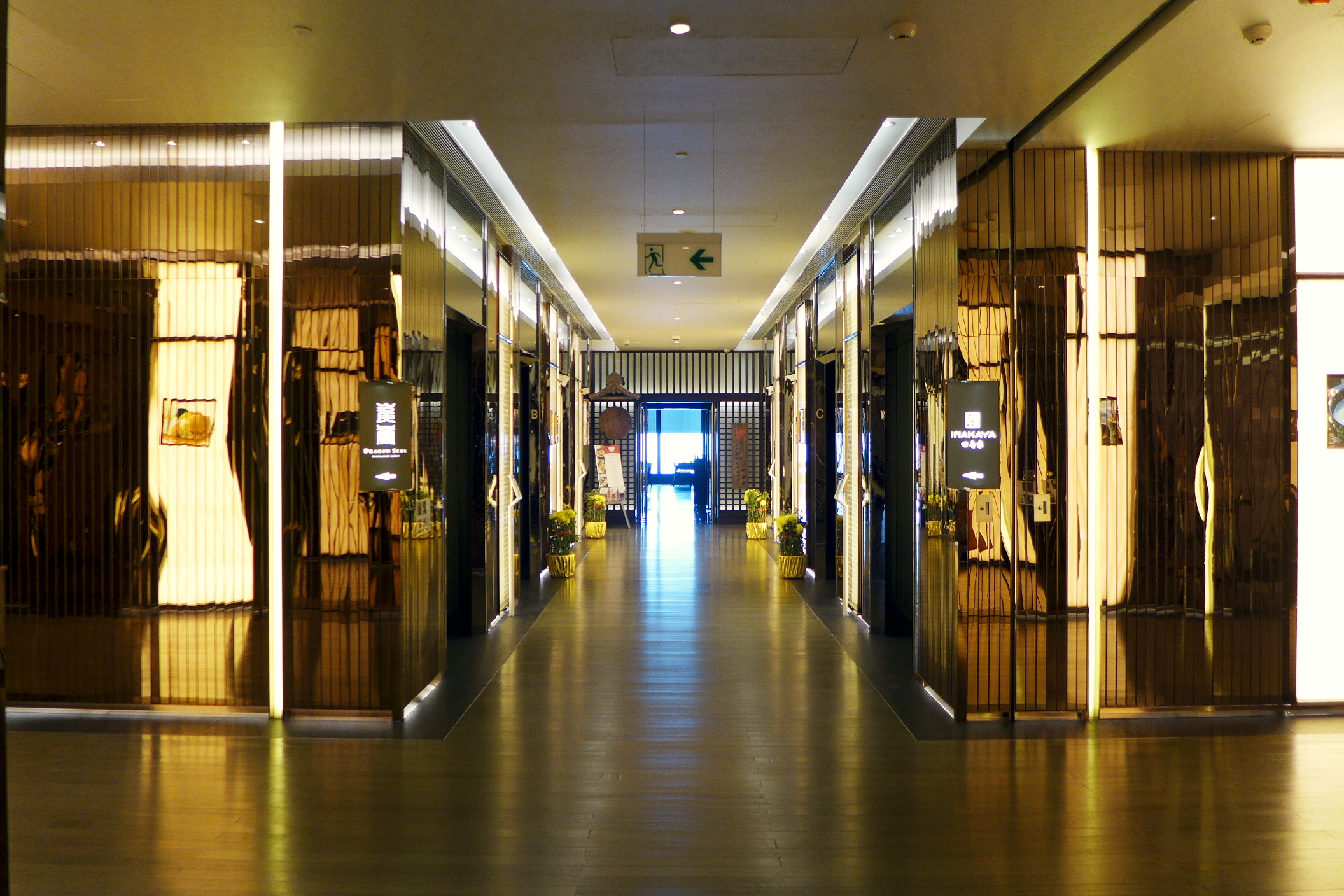
天饌101

### 發展權批出
港鐵有限公司把旗下九龍站的第五期兩幢高層樓宇建築面積計入第六期及第七期物業中（因此沒有九龍站第五期之稱），並在2000年9月6日把五、六、七期合併公開競投，當中第七期為一幢摩天大樓（現時的環球貿易廣場）。新鴻基地產成功投得有關物業的發展權，促成近年來最大的一個單一發展項目。整個項目包括酒店、商場、寫字樓及停車場，總樓面面積達504,350平方米（540萬平方呎），投資額約200億元。

### 初期計劃
港鐵有限公司與發展商新鴻基地產發展有限公司於2000年10月30日舉行九龍站第七期項目的簽約儀式。發展商宣佈計劃興建一座由SOM建築設計事務所設計的錐狀頂摩天大廈，並把其高度定為574米（高於當時即將動工興建，高於415米的國際金融中心二期），打算刷新香港最高建築物的紀錄，並可望成為全球最高建築物。

### 最終方案
工程顧問公司奧雅納的報告指出，由SOM建築事務所設計的方案存在結構上的問題，建築及維修成本過高，不合乎成本效益。於是，發展商新鴻基地產重新就大樓設計公開招標，並提出了兩項大原則：一是建築技術上可行，二是合乎成本效益。
最終的設計方案於2001年由KPF建築事務所投得，高度被調低至水平基準480米（即實際高度474米）。其後，發展商新鴻基地產於2005年向城市規劃委員會提出申請，將樓宇總高度由水平基準480米增加至水平基準490米（即實際高度484米），最終獲批。修訂後的高度仍能讓它成為香港最高的建築物，但未能超越當時全球最高的臺北101大樓（高508米）。

### 興建
發展商於2005年以預售樓花方式，向地鐵買斷整個項目的權益，並於9月29日將九龍站第7期項目正式命名為「環球貿易廣場」。隨後，環球貿易廣場的官方動土典禮於2005年11月9日舉行，標誌著環球貿易廣場的興建工程正式展開。此項目由新輝城建及中國建築第三工程局合作建造；其中，鋼結構由中建三局設於廣東省內的工場承造及進行初步焊接，再運抵工地由新地工人在中建三局工程師監督下負責安裝。

### 工程及發展進度
環球貿易廣場分3期落成：
- 第1期共90萬平方呎的商業樓面於2008年7月31日完成，並且已經開放40多層；
- 第2期於2009年6月完成；
- 第3期於2011年5月完成。

環球貿易廣場率先於2005年推出10樓至22樓的商業樓面（約45萬平方呎樓面）進行預租，第1期共90萬平方呎的商業樓面已於2008年9月入伙。
2009年9月13日（星期日）發生嚴重的工業意外，6名清潔工人由於所乘搭的升降機槽工作平台突然由30樓急速下跌至10樓，最終無一生還，工程進度因此而要一度暫停。

### 大樓命名
新鴻基地產在2000年投得九龍站第七期項目（即環球貿易廣場）的發展權時，未有即時為這座建築物命名。直至2005年8月，新鴻基地產在「維港新生活」宣傳以「Mega Tower」包裝這座大樓。可是這個名稱與合和實業旗下計劃中項目灣仔Mega Tower Hotel（即現時合和中心二期）英文名稱相同，引起了合和實業不滿。最後，新鴻基地產於2005年9月29日為這座大樓作正式命名，改用現時的名稱「環球貿易廣場」，但中、英文名稱只是譯意相近，其中文名稱「環球貿易廣場」直譯成英文為「Global Trade Square」，而英文名稱「International Commerce Centre」直譯成中文則為「國際商業中心」。

## 電影取景
- 香港電影《寒戰》，劉傑輝與李文彬於天際100討論案情。
- 香港電影《怒火》，張崇邦於102樓香港麗思卡爾頓酒店天龍軒飯聚。
- 香港電影《明日戰記》曾於天台取景。
- 香港電影《焚城》曾在此取景，但故事發生在2007年，當時（幻想消防員回收放射性物品期間，不慎使爆破物跌落，衝擊波震懾全港的鏡頭）該建築尚未落成。

## 設施及樓層

### 全球第三高酒店
香港麗思卡爾頓酒店2011年3月29日開幕，座落大樓3至9樓及M4-3至118樓，共312間客房。Café 103及酒店大堂位於103樓，海拔425米。建成後取代上海金茂大廈的金茂君悅大酒店，成為全球最高五星級酒店。2019年9月10日被廣州瑰麗酒店取代。
2021年6月19日，錦江國際酒店集團旗下「J酒店上海中心」正式開業，成為現時全球最高酒店。上海101意大利餐廳、酒店大堂及酒廊位於101樓，離地470米；五家餐廳之一的120樓「天之錦」更於2022年2月22日打破「吉尼斯世界紀錄」，離地556米。

### 天饌101
現有5間餐廳: 田舍家、Odyssée、波士廳‧101、閩粵軒、朝天門

### 天際100
旅客可於2樓電梯大堂乘搭高速電梯、約70秒抵達100樓全港最高360度室內觀景台，約3萬平方呎。
遠眺港九新界及離島區的著名地標或景點，如維多利亞港、灣仔會展、凌霄閣、長洲、青馬大橋、昂船洲大橋、大帽山、獅子山、朗豪坊及荃灣如心廣場等。
現正裝修暫停開放至2026年。

### 辦公室（10至99樓）
共250萬平方呎。由低至高劃分5個區域，區域1及2凈樓底高度2.85米；區域3至5為3.15米。每層面積隨高度遞減，10樓38,864平方呎，99樓31,182平方呎。放租單位由1,500呎至31,000呎。

### 健身中心“SPACE”（20樓）
租戶專用，佔地15,000平方呎，內有完備健體設施，提供個人化健體專業指導、營養顧問，以及開設健體班和物理治療服務。

### 樓層
環球貿易廣場連同圓方商場合共108層。
28個樓層取消：4, 5, 6, 7, 13, 14, 23, 24, 26, 28, 29, 33, 34, 43, 44, 53, 54, 63, 64, 73, 74, 83, 84, 93, 94, 104, 105, 114
18個樓層增設：UG, M1-1, M1-2, M1-3, M1-5, R1, R2, M2-1, M2-2, R3, M3-1, M3-2, R4, M4-1, M4-2, M4-3, M5, M6
| 樓層                      | 實際樓層 | 設施／租戶                                                                               | 海拔  |
| ------------------------- | -------- | ---------------------------------------------------------------------------------------- | ----- |
| 118                       | 103      | 香港麗思卡爾頓酒店（Ozone酒吧、健身中心、游泳池）                                        | 476米 |
| M6                        | 102      | 機電層                                                                                   |       |
| 117                       | 101      | 香港麗思卡爾頓酒店（Club Level客房）                                                     |       |
| 116                       | 100      | 香港麗思卡爾頓酒店（水療中心、行政酒廊）                                                 | 465米 |
| 115                       | 99       | 香港麗思卡爾頓酒店（客房）                                                               |       |
| 113                       | 98       | 香港麗思卡爾頓酒店（客房）                                                               |       |
| 112                       | 97       | 香港麗思卡爾頓酒店（客房）                                                               |       |
| 111                       | 96       | 香港麗思卡爾頓酒店（客房）                                                               |       |
| 110                       | 95       | 香港麗思卡爾頓酒店（客房）                                                               |       |
| 109                       | 94       | 香港麗思卡爾頓酒店（客房）                                                               |       |
| 108                       | 93       | 香港麗思卡爾頓酒店（客房）                                                               |       |
| 107                       | 92       | 香港麗思卡爾頓酒店（客房）                                                               |       |
| 106                       | 91       | 香港麗思卡爾頓酒店（客房）                                                               |       |
| M5                        | 90       | 機電層                                                                                   |       |
| 103                       | 89       | 香港麗思卡爾頓酒店（大堂、Café 103）                                                     | 425米 |
| 102                       | 88       | 香港麗思卡爾頓酒店（天龍軒、Tosca di Angelo、魚子醬吧、The Lounge & Bar）                |       |
| M4-3                      | 87       | 香港麗思卡爾頓酒店（員工層）、機電層                                                     |       |
| M4-2                      | 86       | 機電層                                                                                   |       |
| M4-1                      | 85       | 機電層                                                                                   |       |
| R4                        | 84       | 避火層                                                                                   |       |
| 101                       | 83       | 天饌101（田舍家、Odyssée、波士廳‧101、閩粵軒、朝天門）                                   | 399米 |
| 100                       | 82       | 天際100、香港麗思卡爾頓酒店（Café 100）                                                  | 393米 |
| 99                        | 81       | 瑞士信貸集團                                                                             |       |
| 98                        | 80       | 瑞士信貸集團                                                                             |       |
| 97                        | 79       | 瑞士信貸集團                                                                             |       |
| 96                        | 78       | 瑞士信貸集團                                                                             |       |
| 95                        | 77       | 瑞士信貸集團                                                                             |       |
| 92                        | 76       | 瑞士信貸集團                                                                             |       |
| 91                        | 75       | 瑞士信貸集團                                                                             |       |
| 90                        | 74       | 瑞士信貸集團                                                                             |       |
| 89                        | 73       | 瑞士信貸集團                                                                             |       |
| 88                        | 72       | 瑞士信貸集團                                                                             |       |
| 87                        | 71       | 瑞士信貸集團                                                                             |       |
| 86                        | 70       | 雷格斯旗下辦公空間品牌Signature，佔地3.3萬平方呎, 467個工作區、6個會議室和60個私人辦公室 |       |
| 85                        | 69       | 雷格斯旗下辦公空間品牌Signature，佔地3.3萬平方呎, 467個工作區、6個會議室和60個私人辦公室 |       |
| 82                        | 68       | 雷格斯旗下辦公空間品牌Signature，佔地3.3萬平方呎, 467個工作區、6個會議室和60個私人辦公室 |       |
| 81                        | 67       | 辦公室                                                                                   |       |
| 80                        | 66       | 辦公室                                                                                   |       |
| 79                        | 65       | 辦公室                                                                                   |       |
| 78                        | 64       | 辦公室                                                                                   |       |
| M3-2                      | 63       | 機電層                                                                                   |       |
| M3-1                      | 62       | 機電層                                                                                   |       |
| R3                        | 61       | 避火層                                                                                   |       |
| 77                        | 60       | 辦公室                                                                                   |       |
| 76                        | 59       | 辦公室                                                                                   |       |
| 75                        | 58       | 辦公室                                                                                   |       |
| 72                        | 57       | 辦公室                                                                                   |       |
| 71                        | 56       | 辦公室                                                                                   |       |
| 70                        | 55       | 辦公室                                                                                   |       |
| 69                        | 54       | 辦公室                                                                                   |       |
| 68                        | 53       | 辦公室                                                                                   |       |
| 67                        | 52       | 辦公室                                                                                   |       |
| 66                        | 51       | 辦公室                                                                                   |       |
| 65                        | 50       | 辦公室                                                                                   |       |
| 62                        | 49       | 辦公室                                                                                   |       |
| 61                        | 48       | 德意志銀行                                                                               |       |
| 60                        | 47       | 德意志銀行                                                                               |       |
| 59                        | 46       | 德意志銀行                                                                               |       |
| 58                        | 45       | 德意志銀行                                                                               |       |
| 57                        | 44       | 德意志銀行                                                                               |       |
| 56                        | 43       | 德意志銀行                                                                               |       |
| 55                        | 42       | 德意志銀行                                                                               |       |
| 52                        | 41       | 德意志銀行                                                                               |       |
| 51                        | 40       | 新鴻基地產示範單位（天璽．海）                                                           |       |
| 50                        | 39       | 辦公室                                                                                   |       |
| 49                        | 38       | 空中大堂                                                                                 |       |
| 48                        | 37       | 空中大堂                                                                                 |       |
| M2-2                      | 36       | 機電層                                                                                   |       |
| M2-1                      | 35       | 機電層                                                                                   |       |
| R2                        | 34       | 避火層                                                                                   |       |
| 47                        | 33       | 摩根士丹利                                                                               |       |
| 46                        | 32       | 摩根士丹利                                                                               |       |
| 45                        | 31       | 摩根士丹利                                                                               |       |
| 42                        | 30       | 摩根士丹利                                                                               |       |
| 41                        | 29       | 摩根士丹利                                                                               |       |
| 40                        | 28       | 摩根士丹利                                                                               |       |
| 39                        | 27       | 摩根士丹利                                                                               |       |
| 38                        | 26       | 摩根士丹利                                                                               |       |
| 37                        | 25       | 摩根士丹利                                                                               |       |
| 36                        | 24       | 摩根士丹利                                                                               |       |
| 35                        | 23       | 摩根士丹利                                                                               |       |
| 32                        | 22       | 摩根士丹利                                                                               |       |
| 31                        | 21       | 摩根士丹利                                                                               |       |
| 30                        | 20       | 摩根士丹利                                                                               |       |
| 27                        | 19       | 香港金融管理局                                                                           |       |
| 25                        | 18       | 香港金融管理局                                                                           |       |
| 22                        | 17       | 香港金融管理局                                                                           |       |
| 21                        | 16       | 新鴻基地產示範單位（SIERRA SEA）                                                         |       |
| 20                        | 15       | SPACE健身中心                                                                            |       |
| 19                        | 14       | 辦公室                                                                                   |       |
| 18                        | 13       | 辦公室                                                                                   |       |
| 17                        | 12       | 辦公室                                                                                   |       |
| 16                        | 11       | 新鴻基地產示範單位（NOVO LAND）                                                          |       |
| 15                        | 10       | 辦公室                                                                                   |       |
| 12                        | 9        | 新鴻基地產示範單位（天璽．天）                                                           |       |
| R1                        | 8        | 避火層                                                                                   |       |
| M1-5                      | 7        | 機電層                                                                                   |       |
| M1-3                      | 6        | 機電層                                                                                   |       |
| M1-2                      | 5        | 機電層                                                                                   |       |
| M1-1                      | 4        | 機電層                                                                                   |       |
| 11                        | 3        | 新鴻基地產售樓處                                                                         |       |
| 10                        | 2        | 新鴻基地產示範單位（天璽．天）                                                           |       |
| 9                         | 1        | 香港麗思卡爾頓酒店（入口）、辦公室電梯大堂                                               |       |
| 8                         | G        | 香港麗思卡爾頓酒店（入口）、辦公室電梯大堂                                               |       |
| ⬆ 環球貿易廣場 ⬆ ⬇ 圓方 ⬇ |          |                                                                                          |       |
| 3                         | 4        | 香港麗思卡爾頓酒店（耀鑽廳）、辦公室電梯大堂 / 天饌101電梯大堂                           | 25米  |
| 2                         | 3        | 天際100出入口、通往「西九文化區」天橋出口                                                |       |
| 1                         | 2        | -                                                                                        |       |
| UG                        | 1        | -                                                                                        |       |
| G                         | G        | 雅翔道出入口、貨物起卸區、停車場                                                         |       |
| B1                        | B1       | 停車場                                                                                   |       |
| B2                        | B2       | 停車場                                                                                   |       |
| B3                        | B3       | 停車場                                                                                   |       |
| B4                        | B4       | 停車場                                                                                   |       |

### 致命工業意外

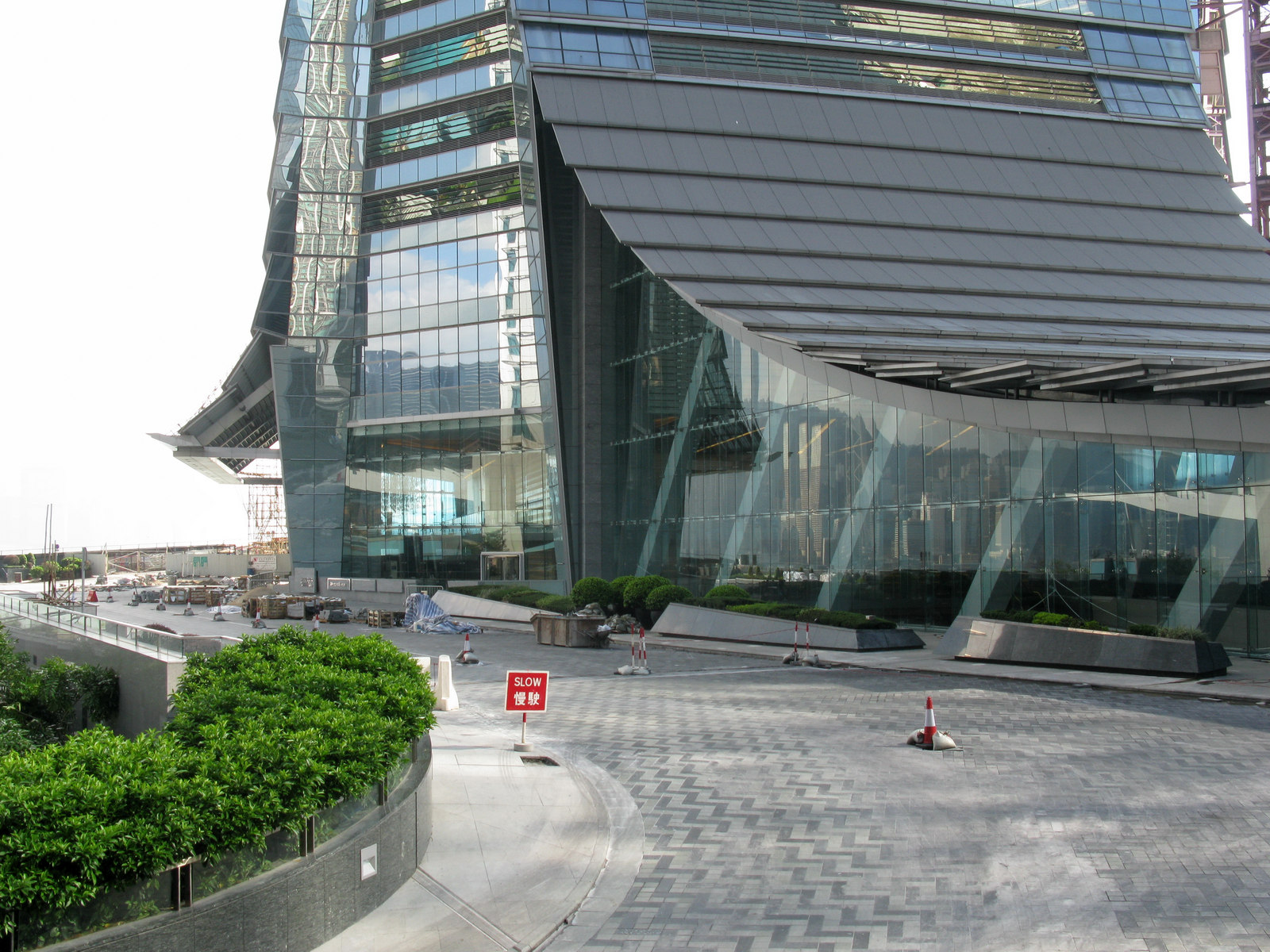
發生六死工業意外後的環球貿易廣場一度停工

## 死亡事件

### 跳樓
2017年8月8日，於凌晨3時許，一名的士司機駕車至環球貿易廣場對開的士站時，發現一名29歲廖姓女子倒臥馬路位置，經救護員檢查後證實女事主已死亡。該女子為廣東政協常委廖榕就的29歲女兒廖依琳，在7日至凌晨登記入住麗思卡爾頓酒店。經調查後，初步懷處疑有人從R4層的隔火層位置攀過圍欄墮下。大廈10餘樓凸出的玻璃窗被發現碎裂，懷疑為女事主墮樓時壓中，警方正調查其墮樓原因。此事件為香港史上最高樓層墮樓事件，打破2013年有人從君臨天下77樓跳樓自殺的紀錄。

### 謀殺
2018年1月14日清晨，麗思卡爾頓酒店一個南韓籍3人家庭（包括42歲夫婦及6歲兒子）入住109層的房間發生命案，男事主疑經營朱古力生意失敗，致電身在南韓的友人聲稱一家人要自殺，友人致電南韓警方，後轉介南韓駐香港總領事館求助，領事館再聯絡酒店了解，職員用後備匙開門，發現一對母子身中多刀倒斃房內，警員到場拘捕疑兇並撿走一把不屬於酒店而染血的刀，男子被捕時滿身酒氣。酒店對不幸事件深表同情，正配合警方調查。
2022年6月30日，23歲瑜伽導師周慧賢原定當日於凌晨2時登機赴美國進修，惟在6月29日下午與前男友離開寓所後失蹤，家人報警並在網上發帖尋人。其前男友在6月30日到警署自首，警方其後在麗思卡爾頓酒店酒店一房間發現一具女屍，相信為周慧賢。

## 圖集

環球貿易廣場與Union Square週邊位置圖
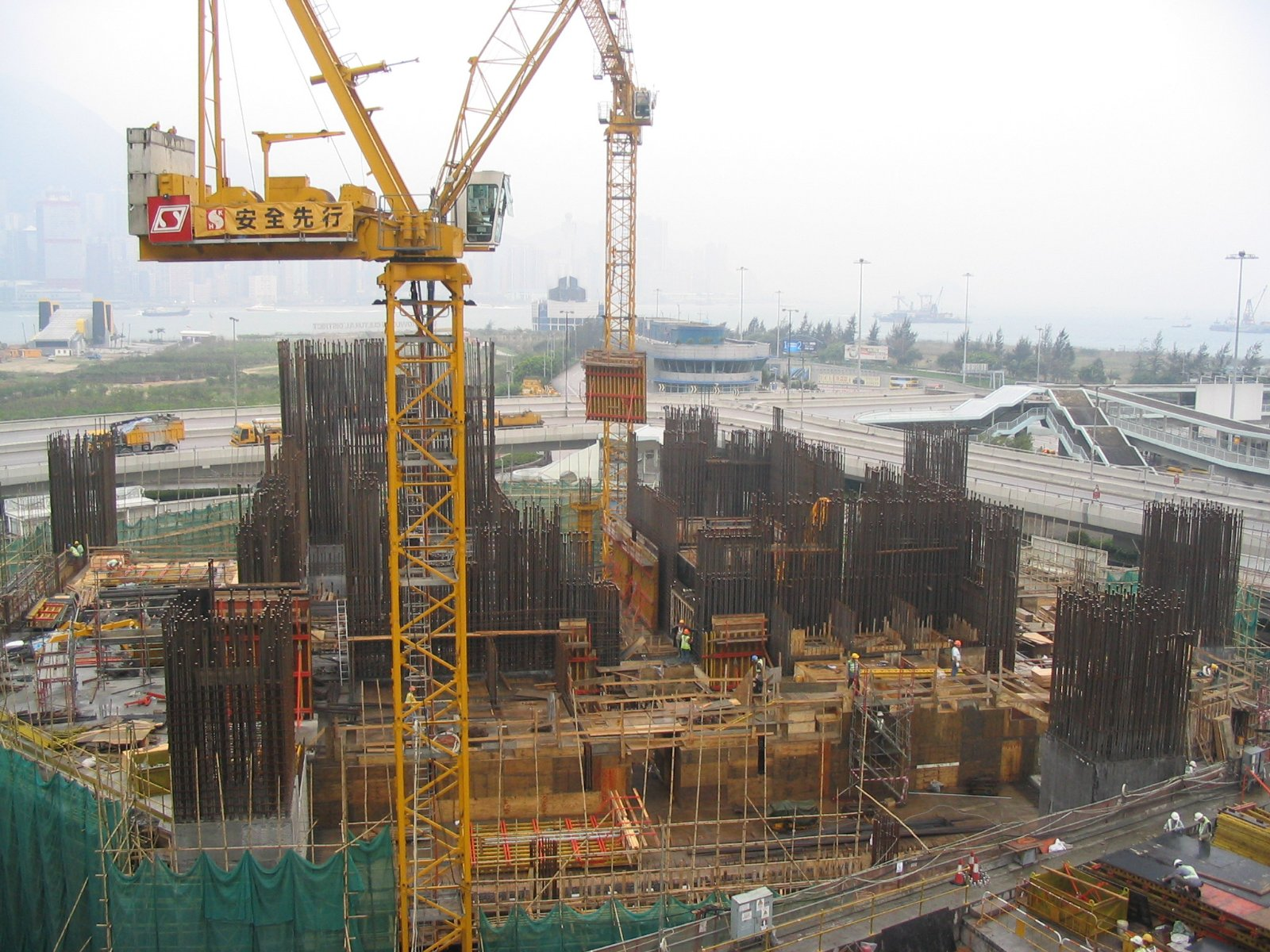
興建中的環球貿易廣場（2005年4月），當時只建至Union Square平台的高度。
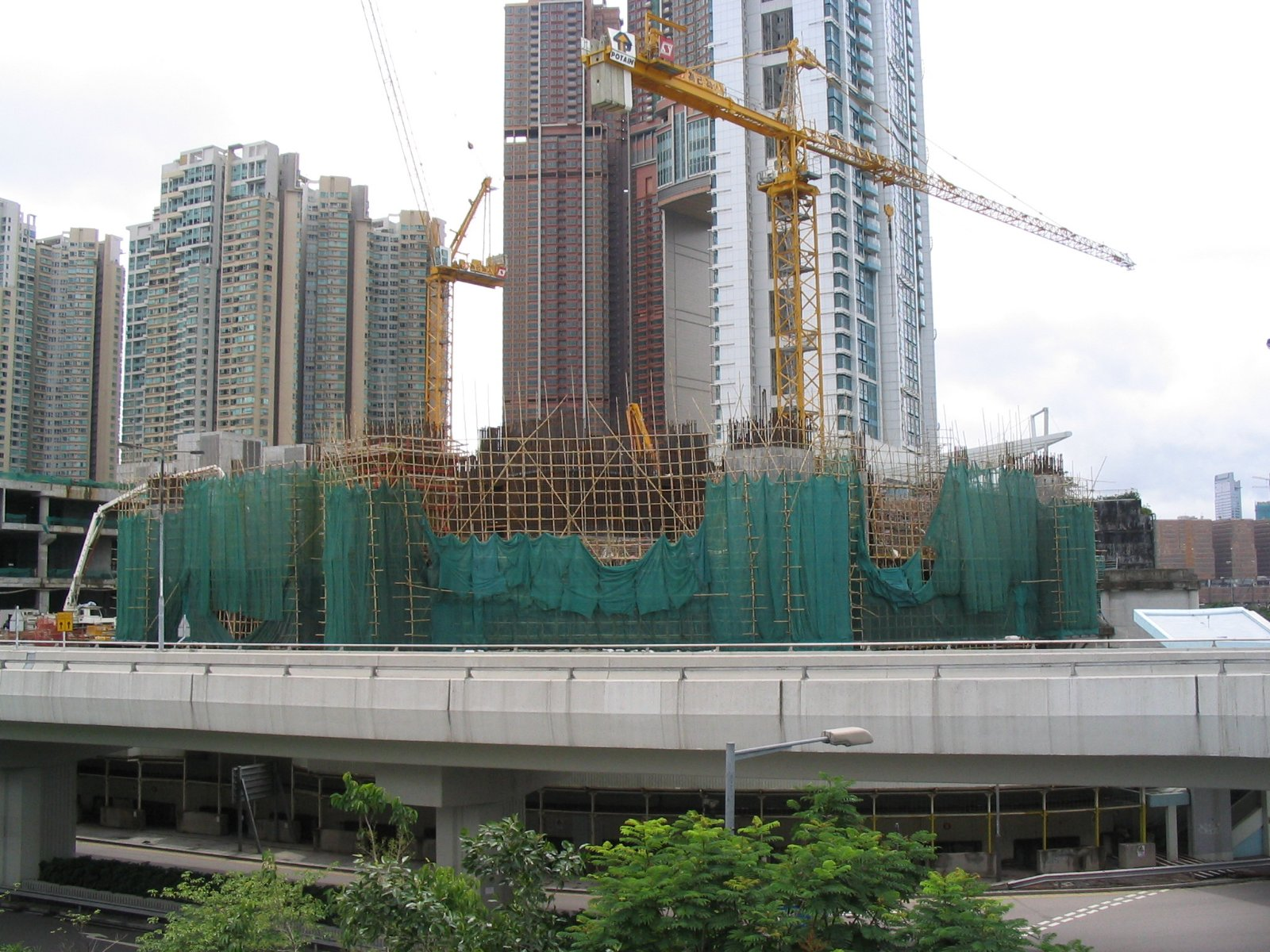
興建中的環球貿易廣場（2005年7月），略高於Union Square平台。
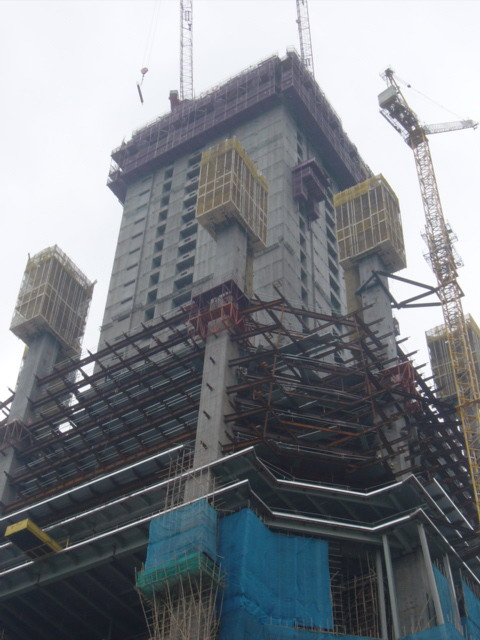
興建中的環球貿易廣場（2006年11月）
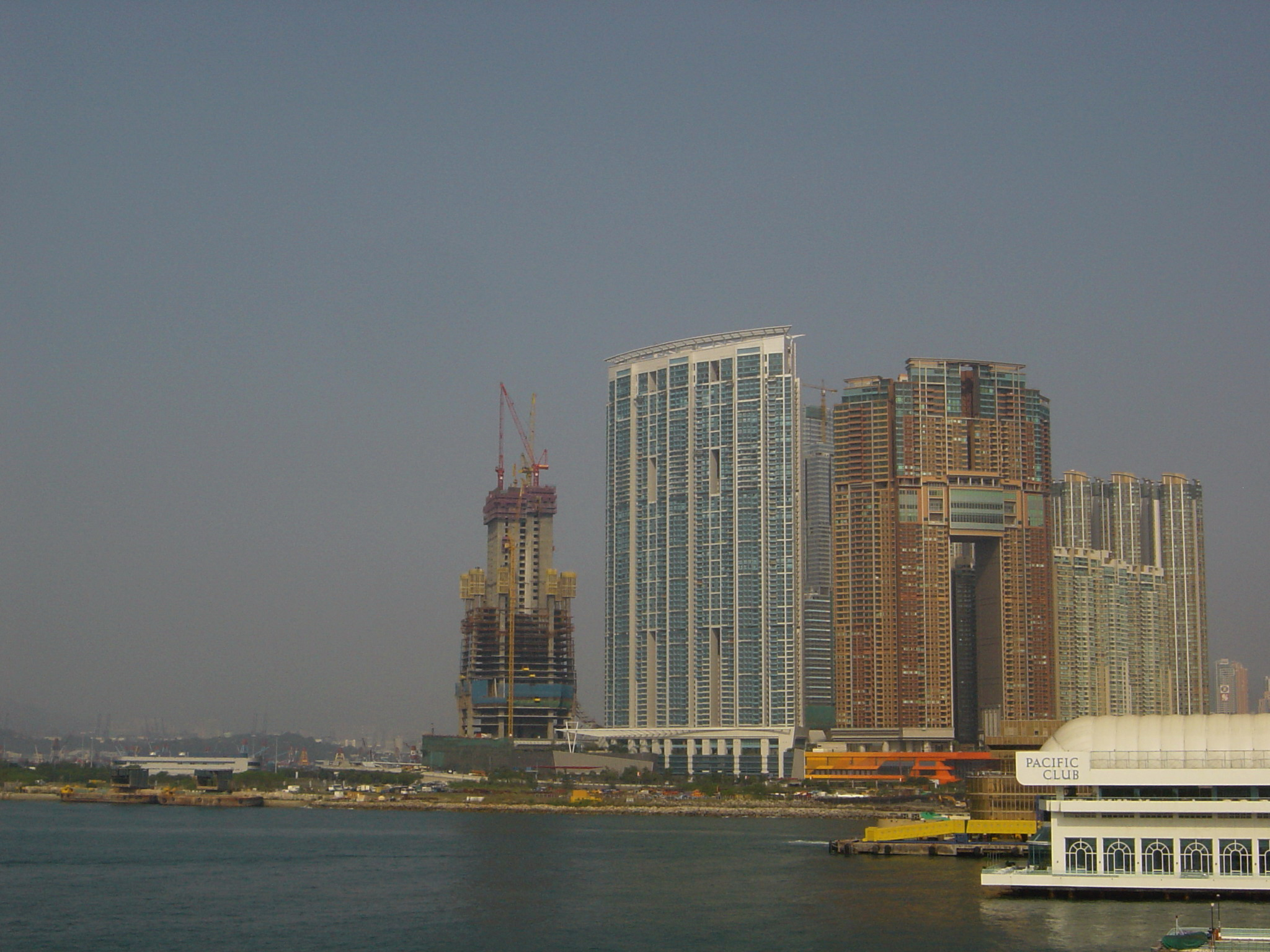
左起為興建中的環球貿易廣場、君臨天下、凱旋門及漾日居
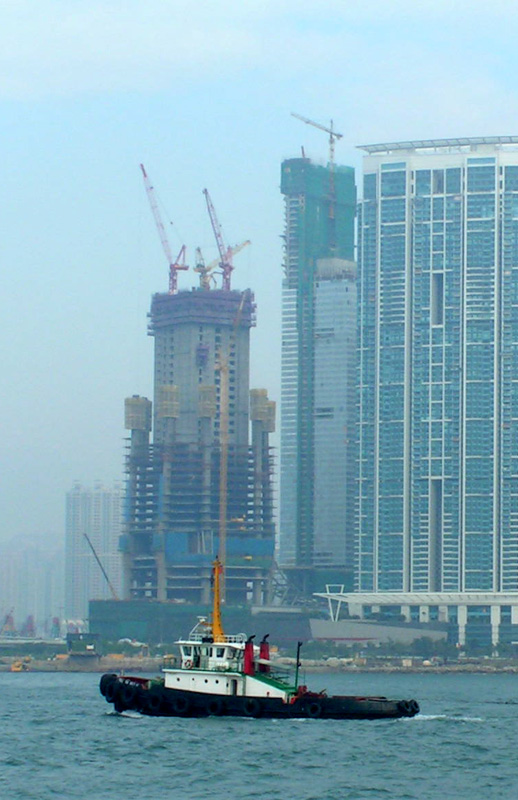
興建中的環球貿易廣場（2006年12月）
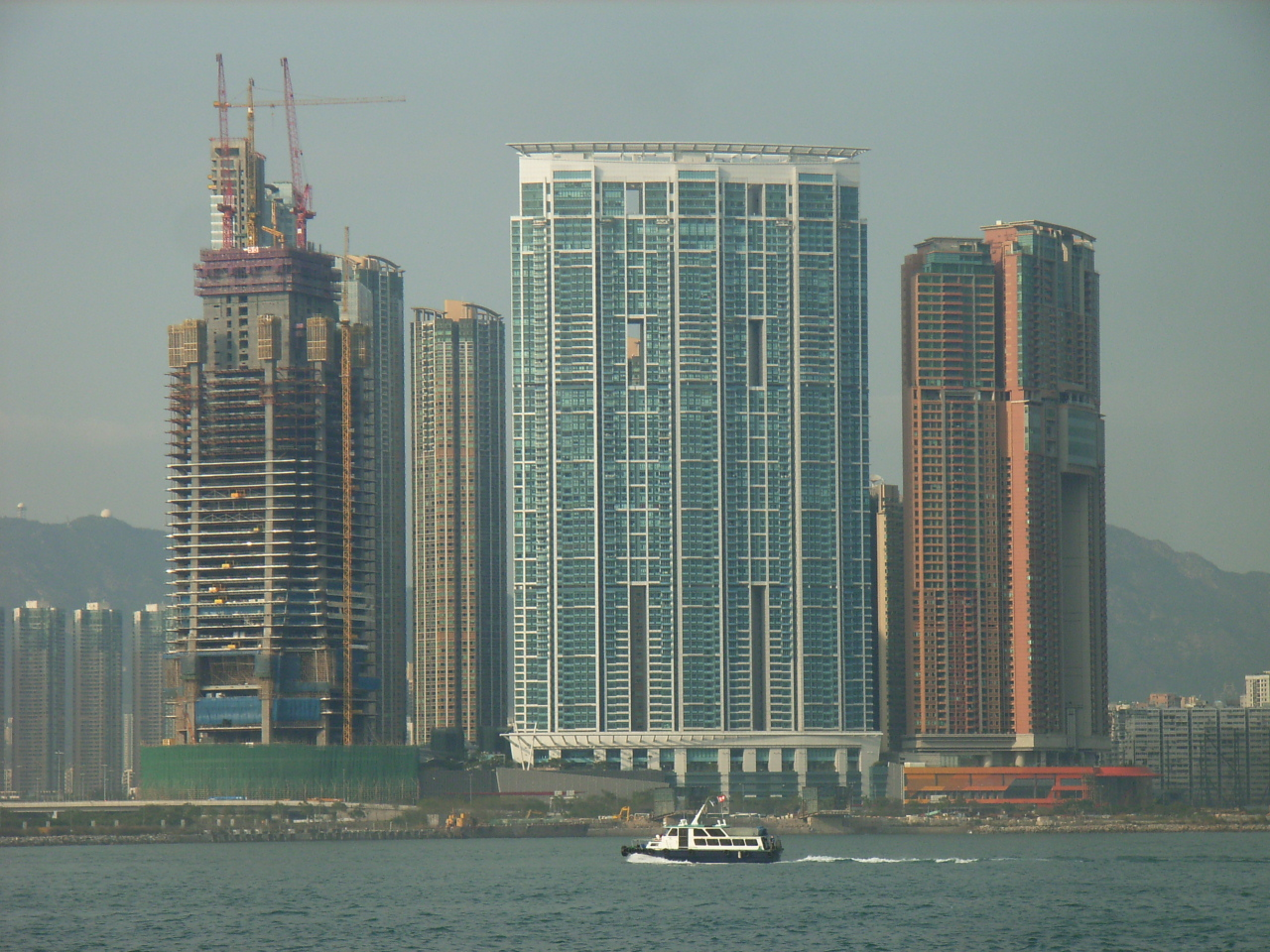
圖左為興建中的環球貿易廣場（2007年2月）
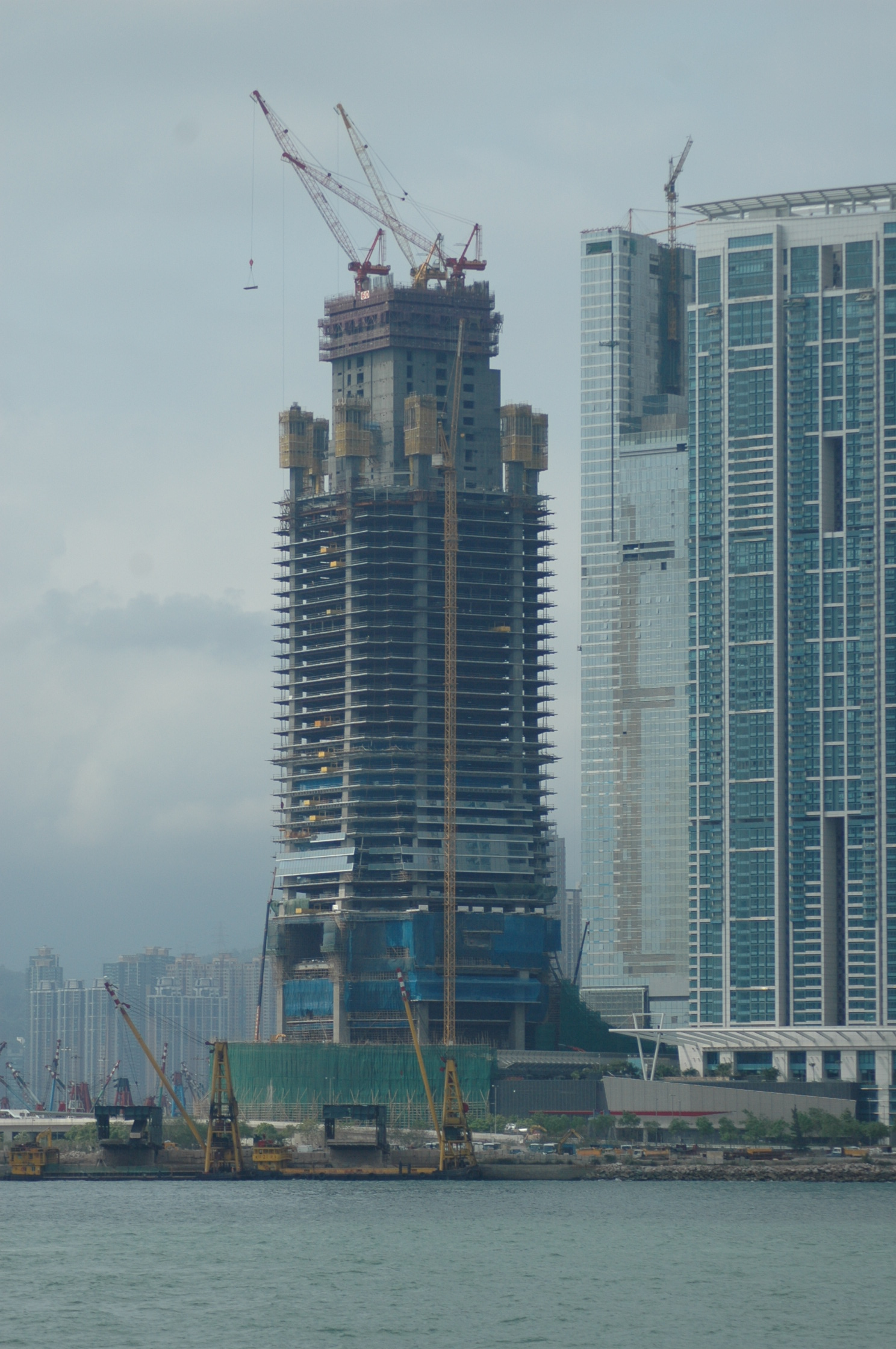
興建中的環球貿易廣場（2007年3月）
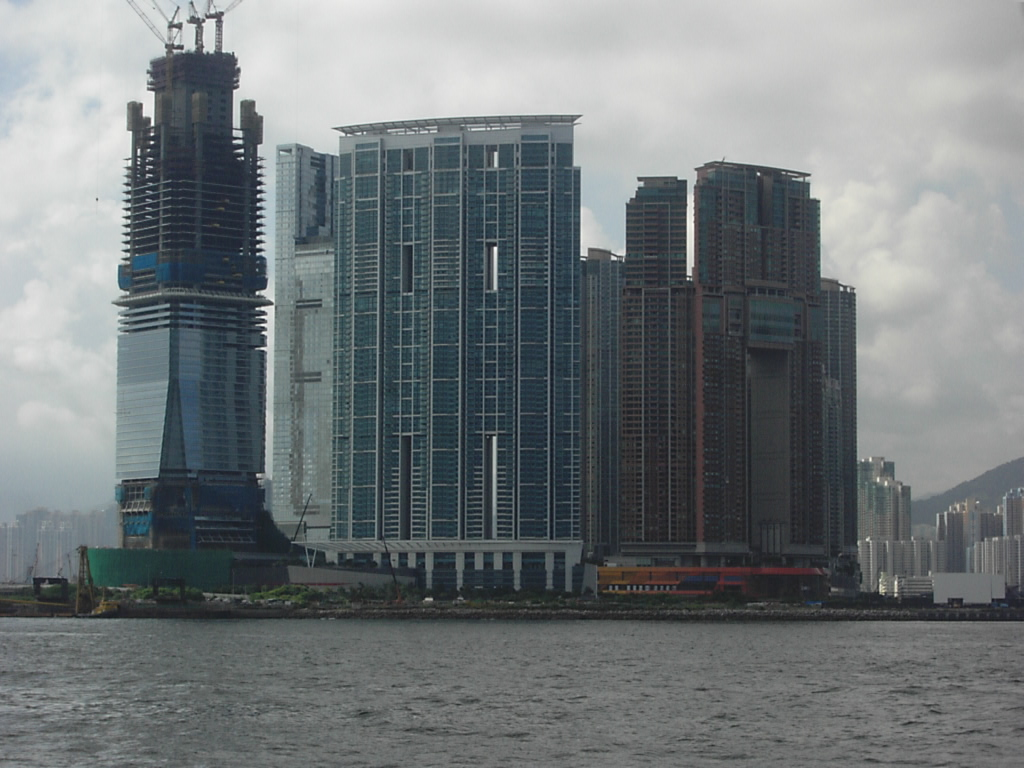
興建中的環球貿易廣場（2007年7月），高度已超越其旁的君臨天下。
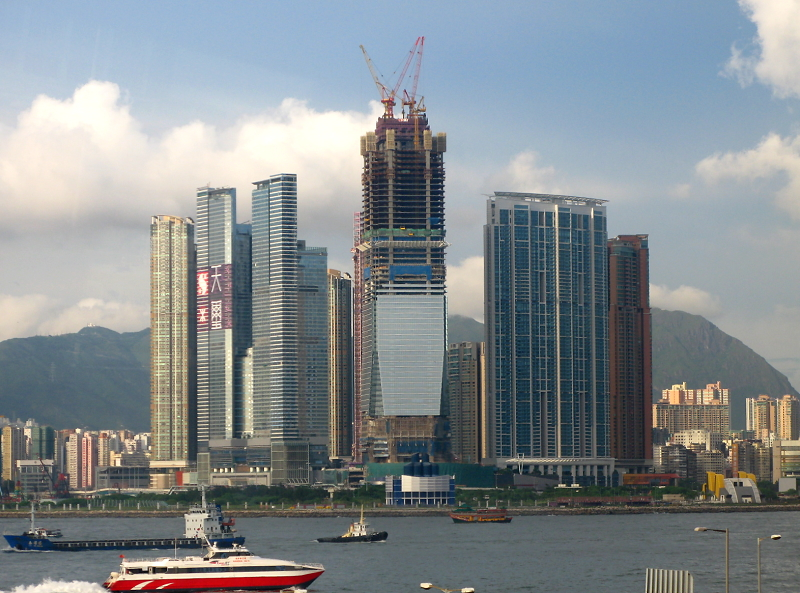
興建中的環球貿易廣場（2007年8月）
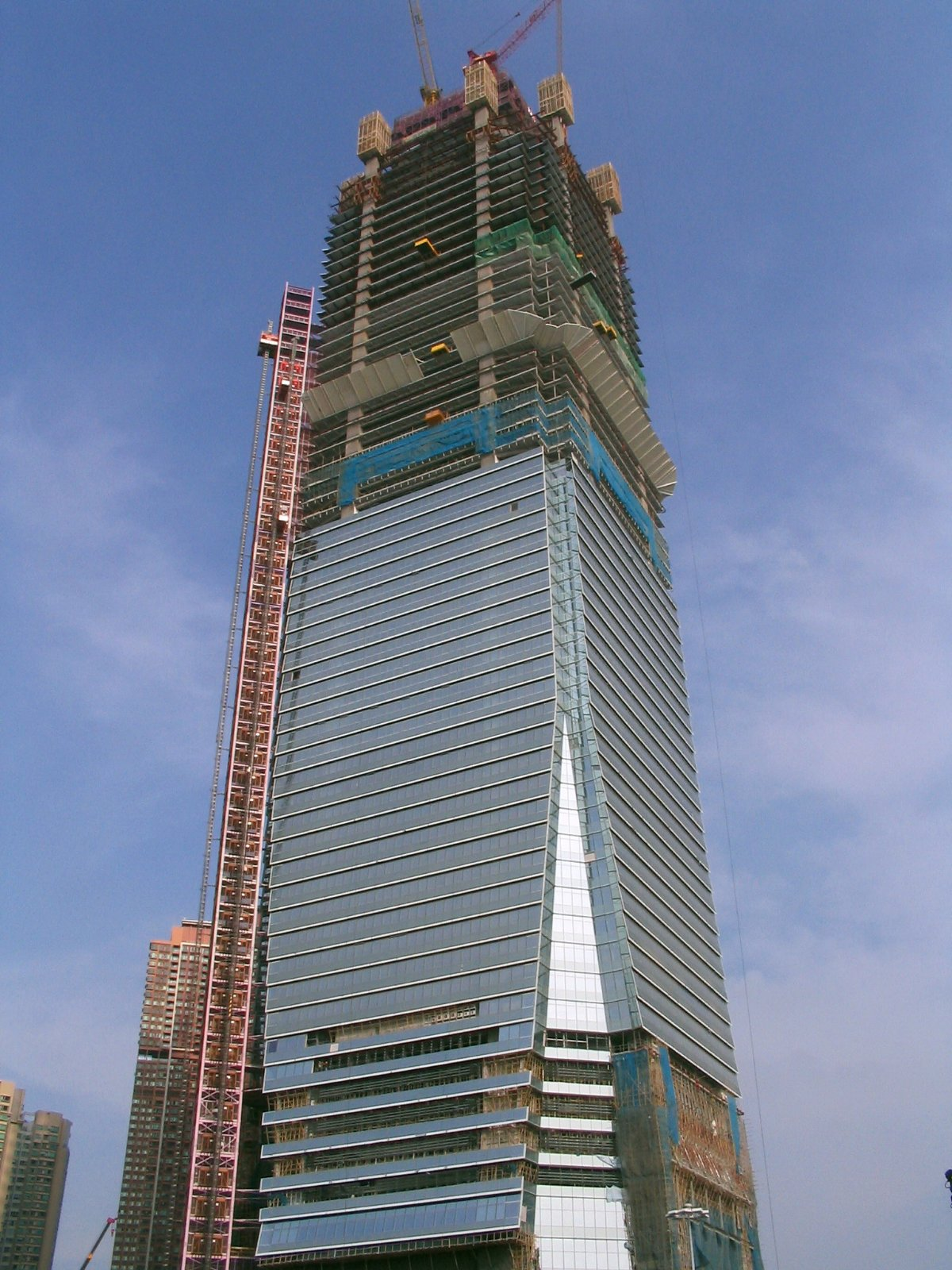
興建中的環球貿易廣場（2007年9月）
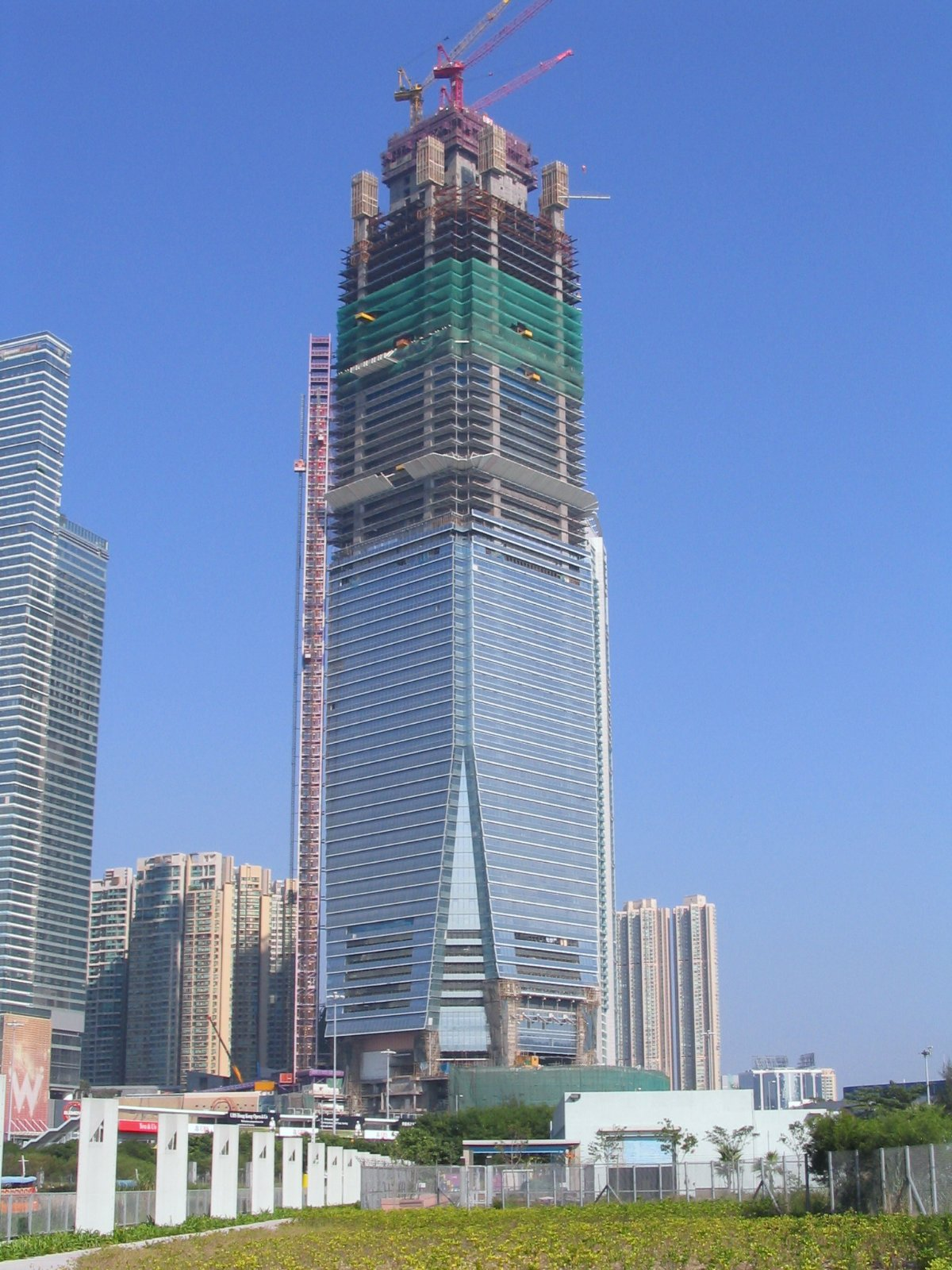
興建中的環球貿易廣場（2007年10月）
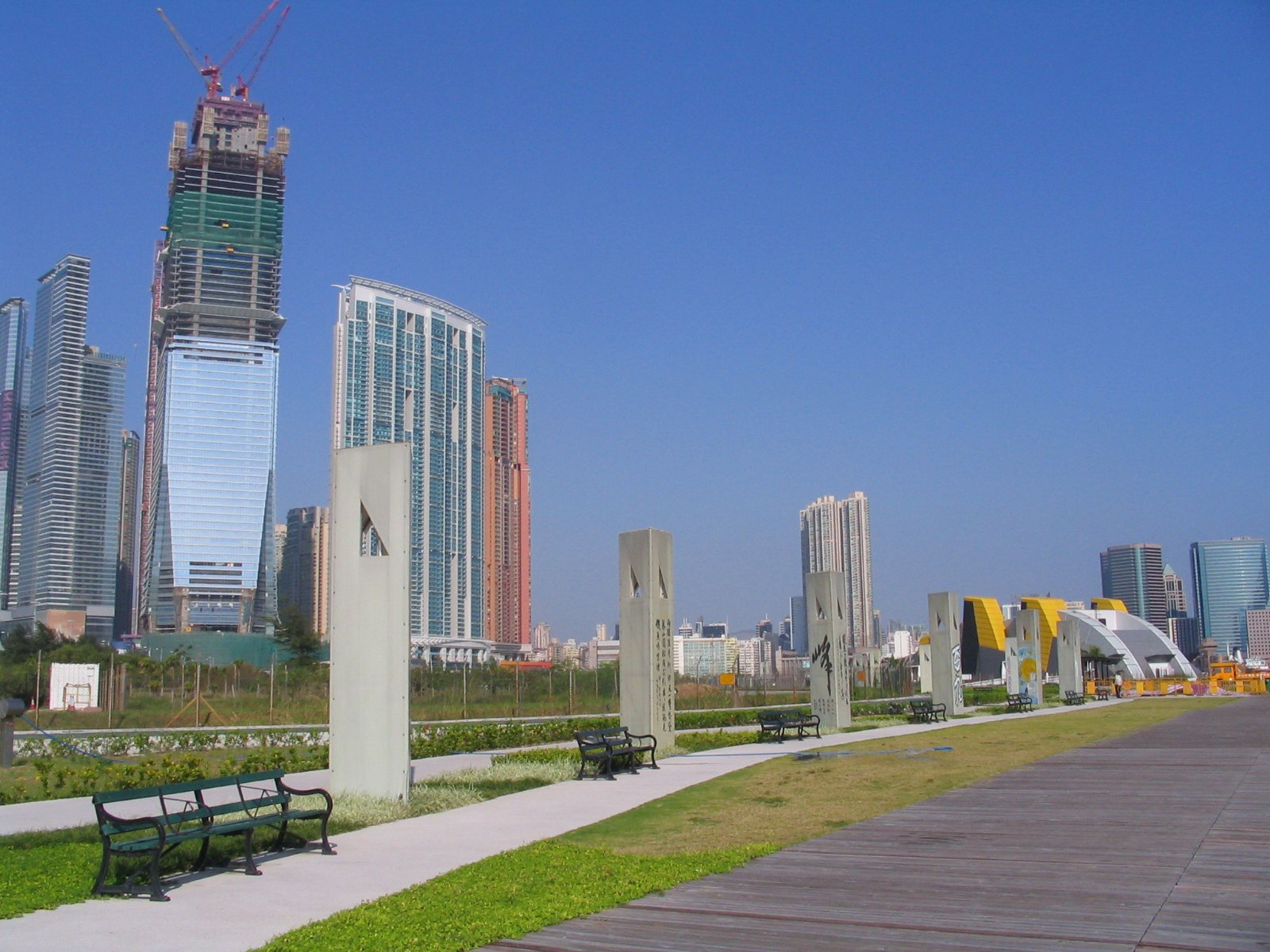
2007年10月的環球貿易廣場（圖左建築）
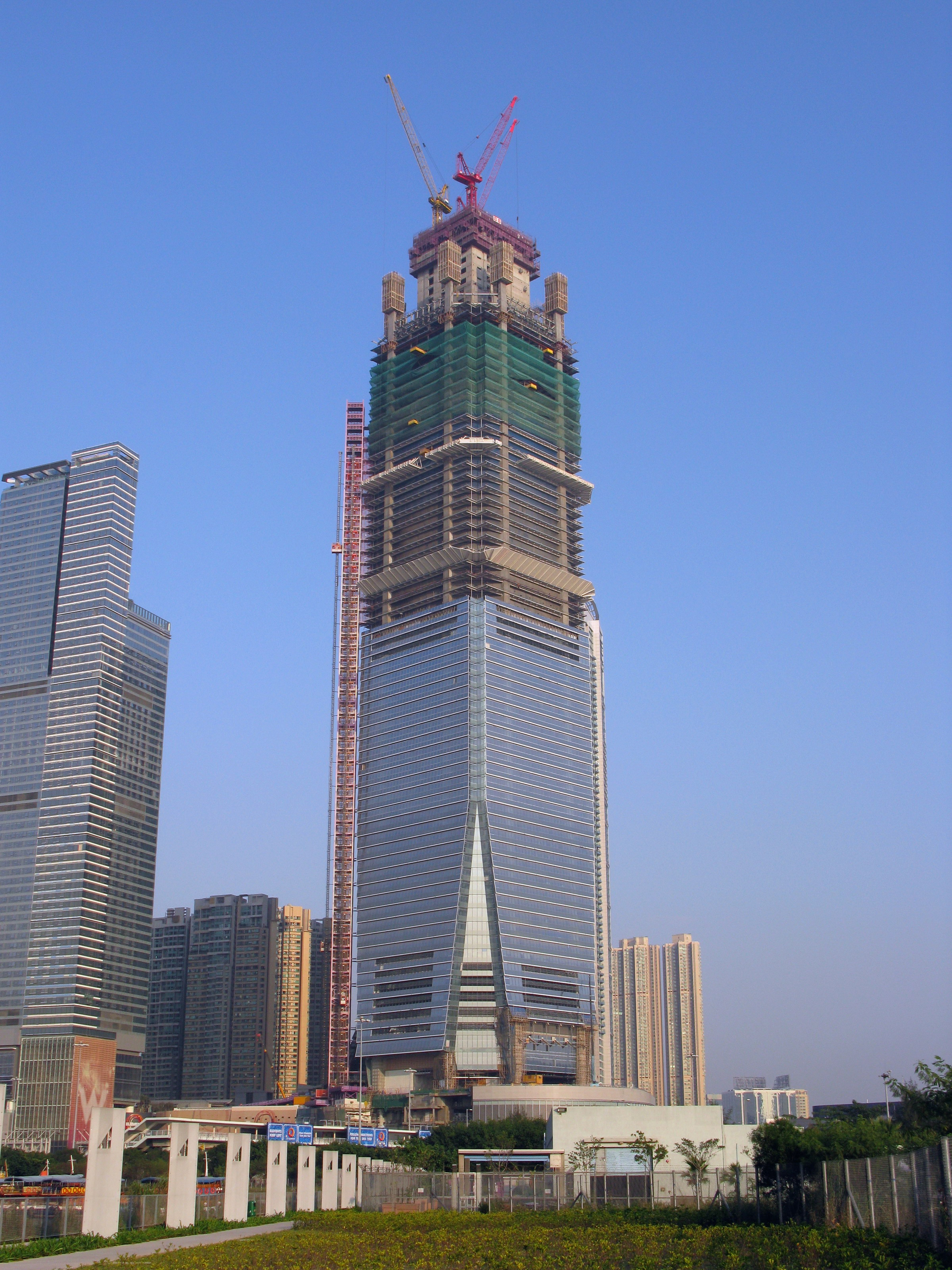
建築至88層的環球貿易廣場（2007年11月）
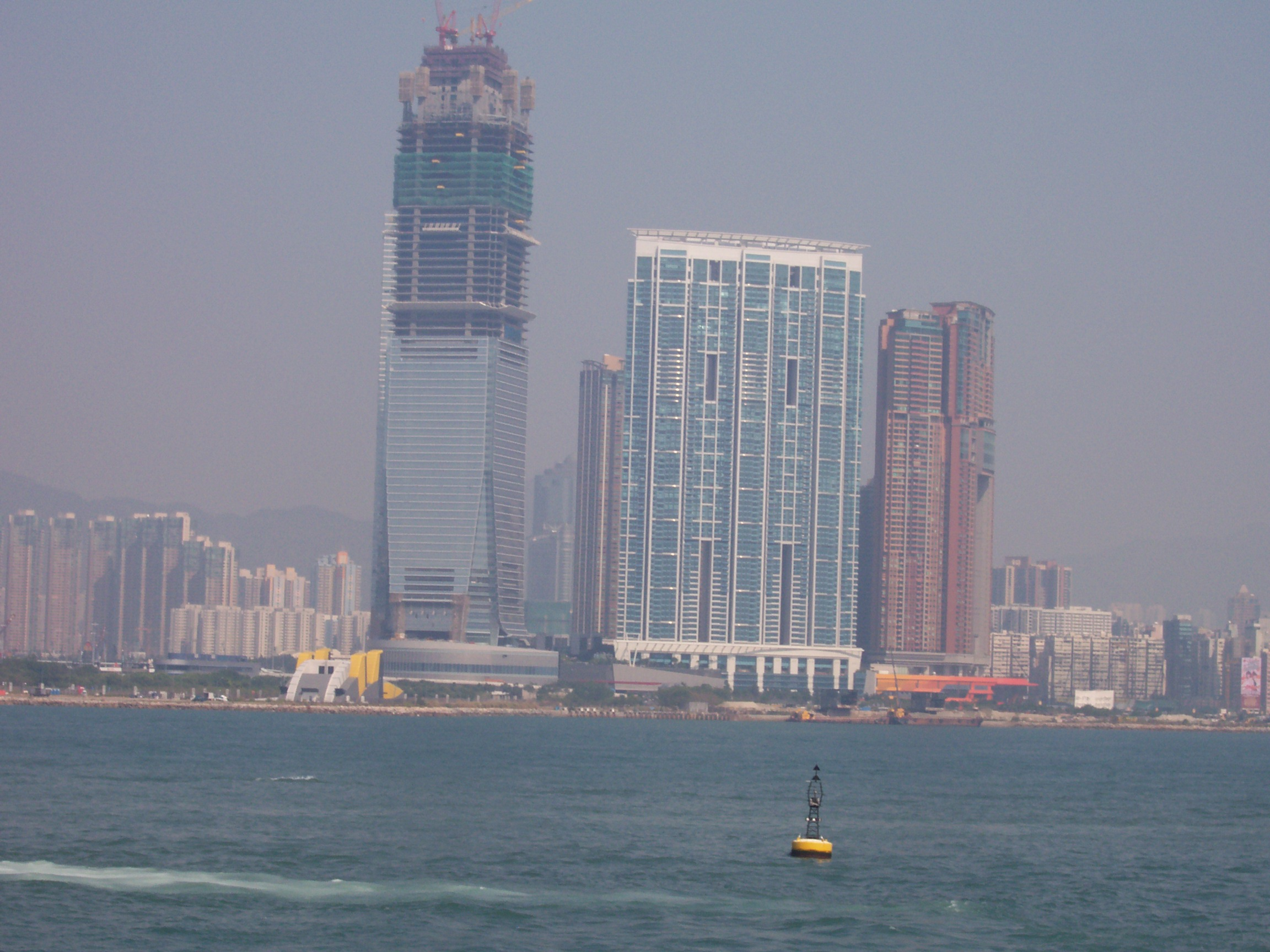
興建中的環球貿易廣場（2007年11月）
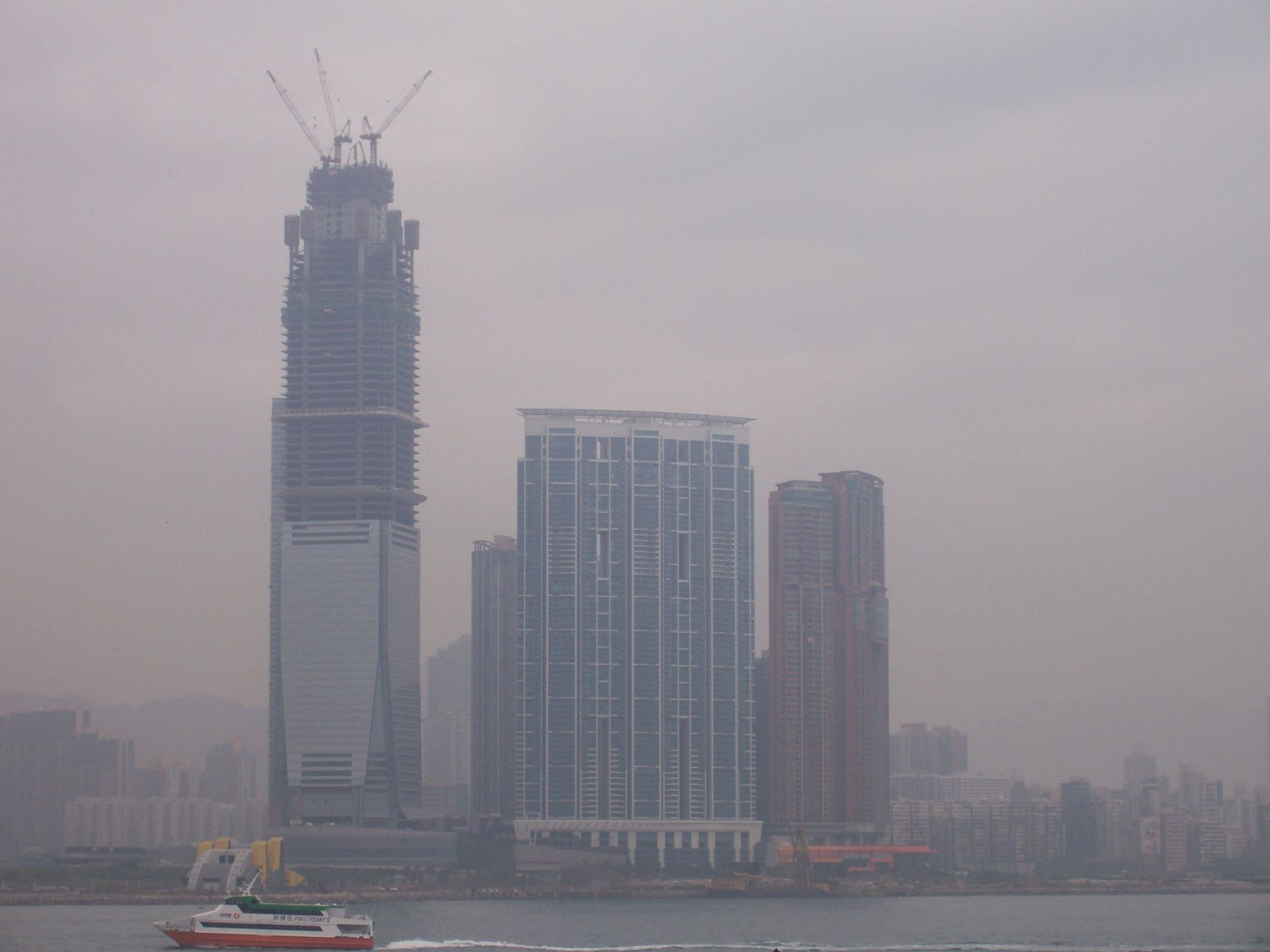
興建中的環球貿易廣場（2007年12月）
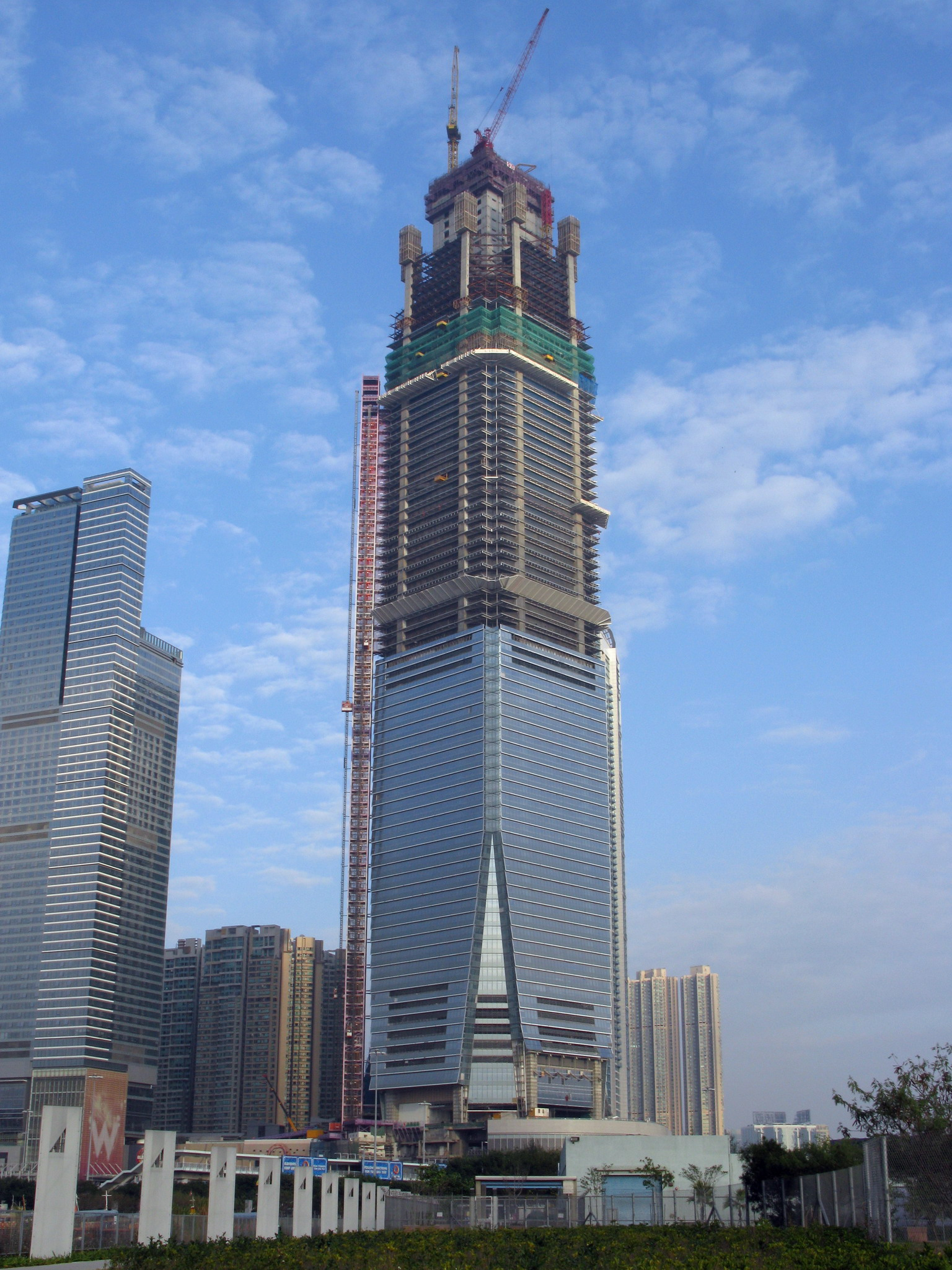
建築至98層的環球貿易廣場（2008年1月）
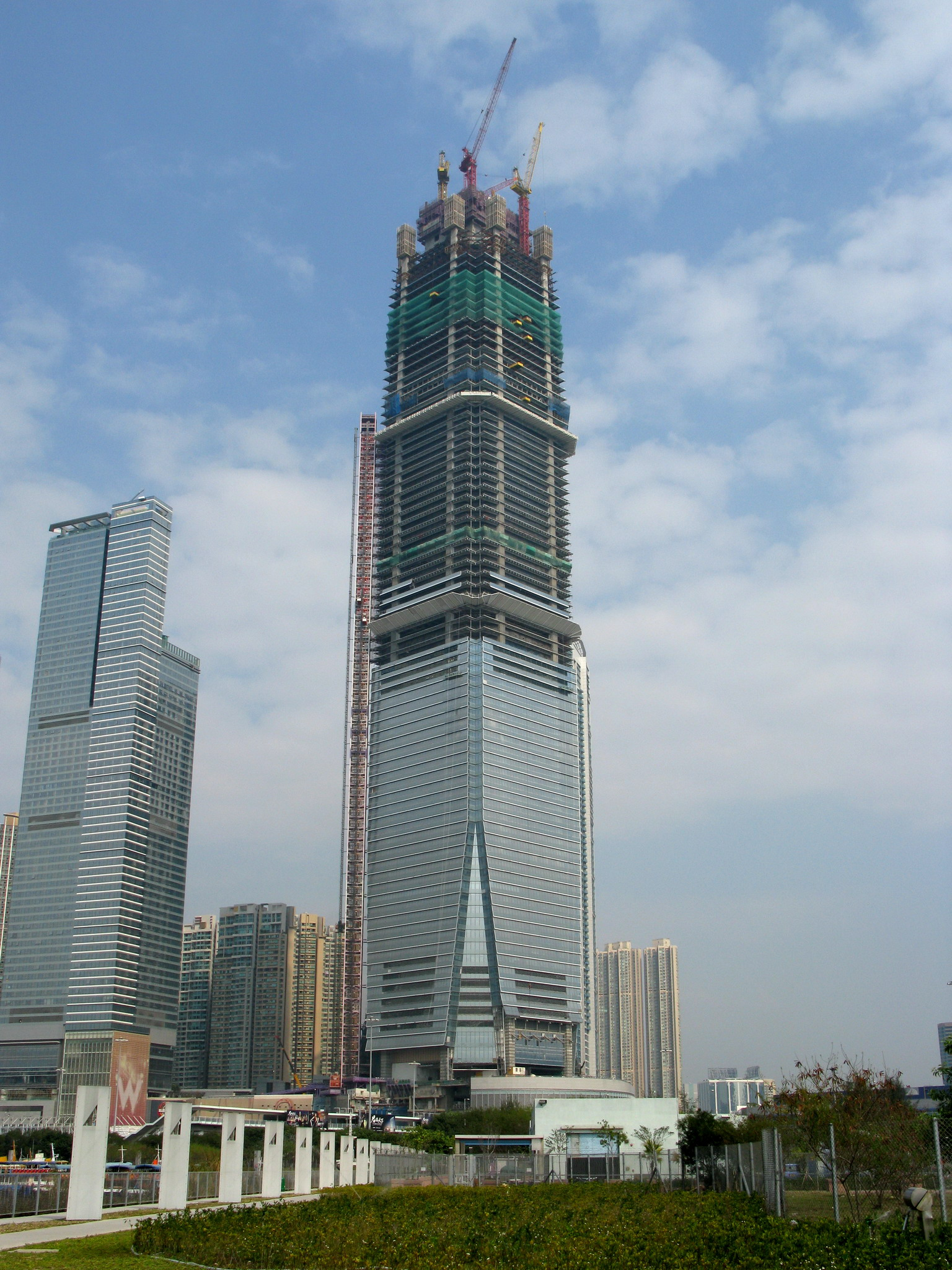
建築至101層的環球貿易廣場（2008年3月）
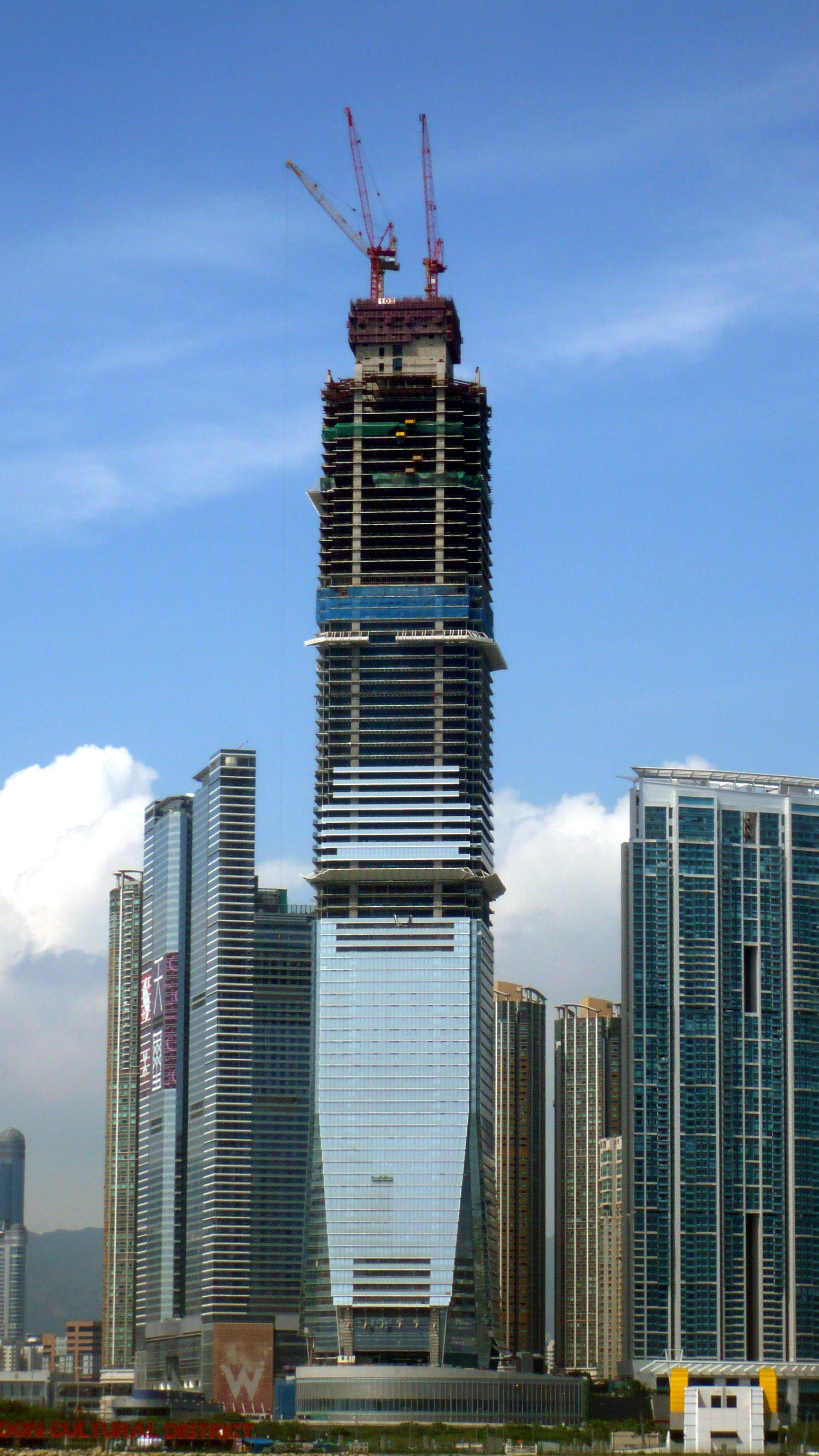
建築至102層的環球貿易廣場（2008年5月）
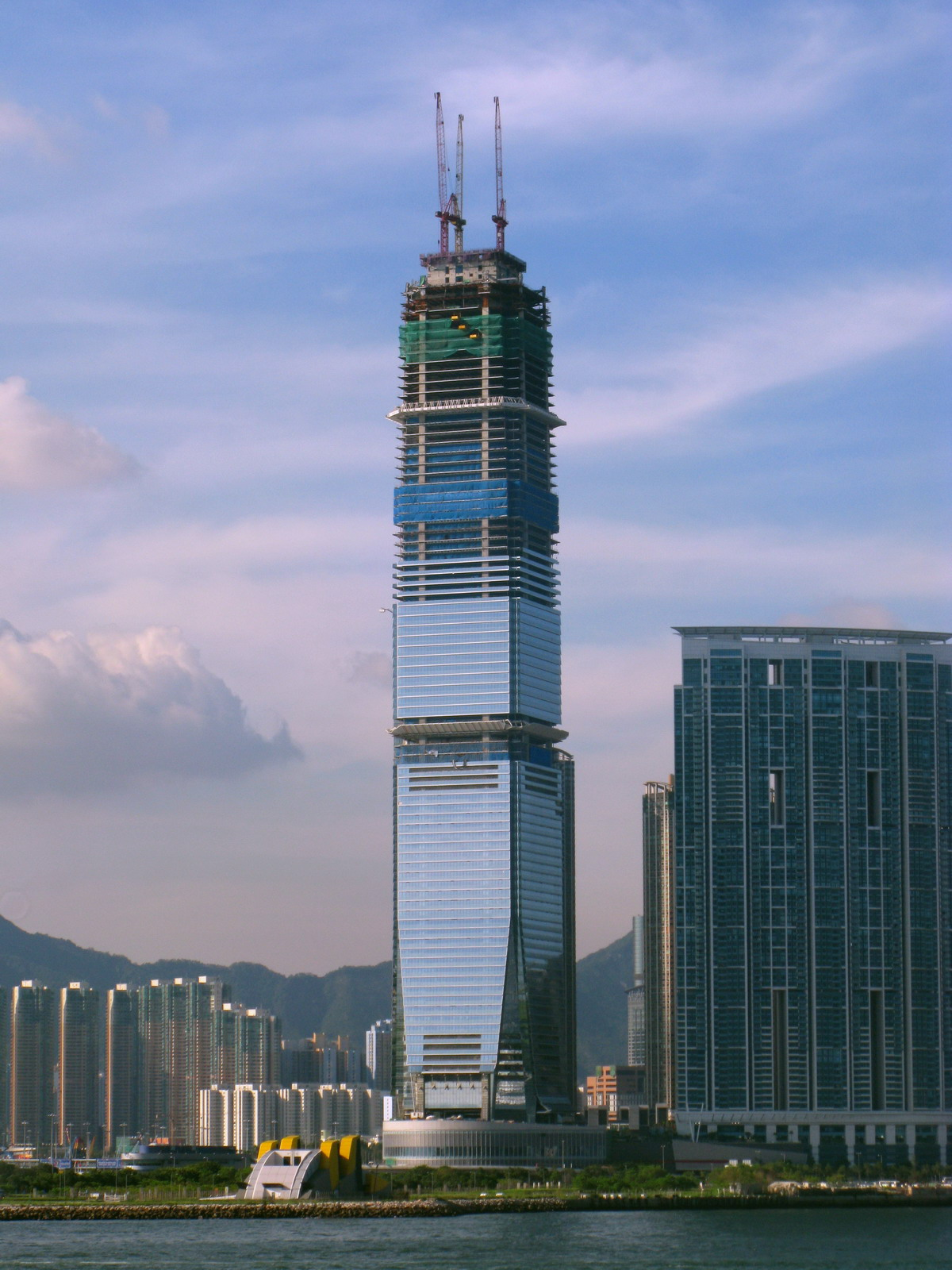
興建中的環球貿易廣場（2008年7月）
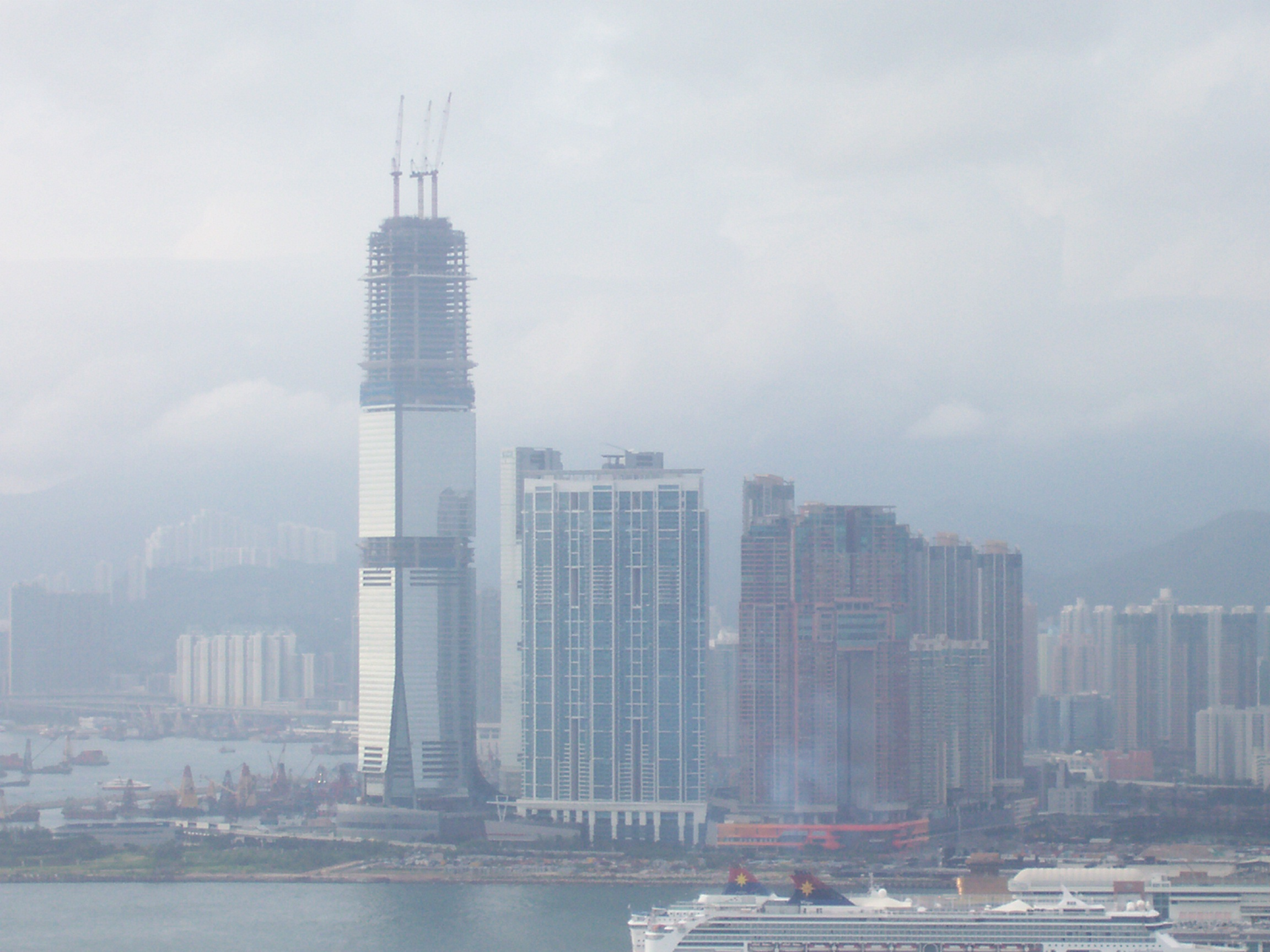
興建中的環球貿易廣場（2008年8月）
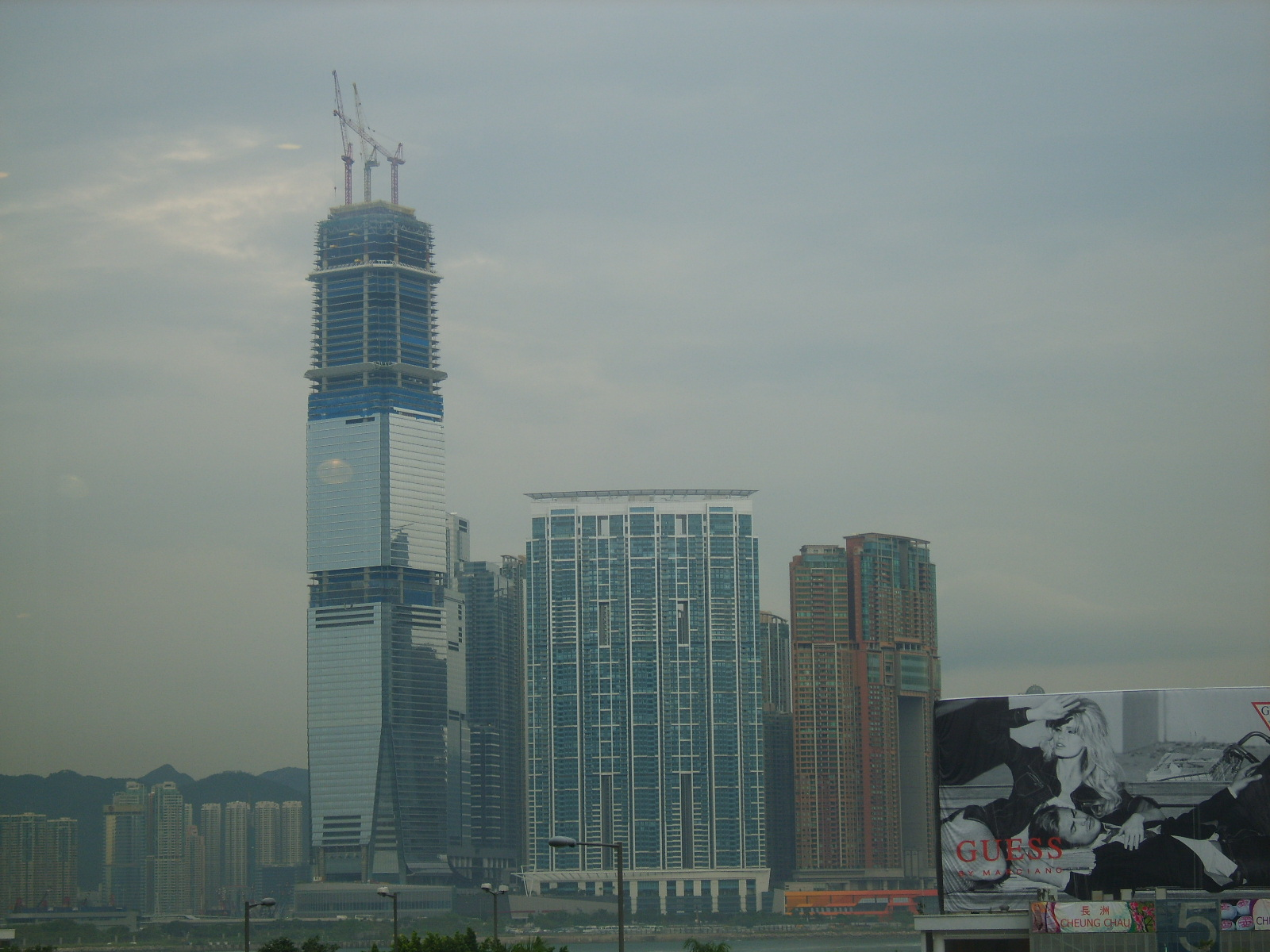
興建中的環球貿易廣場（2008年9月）
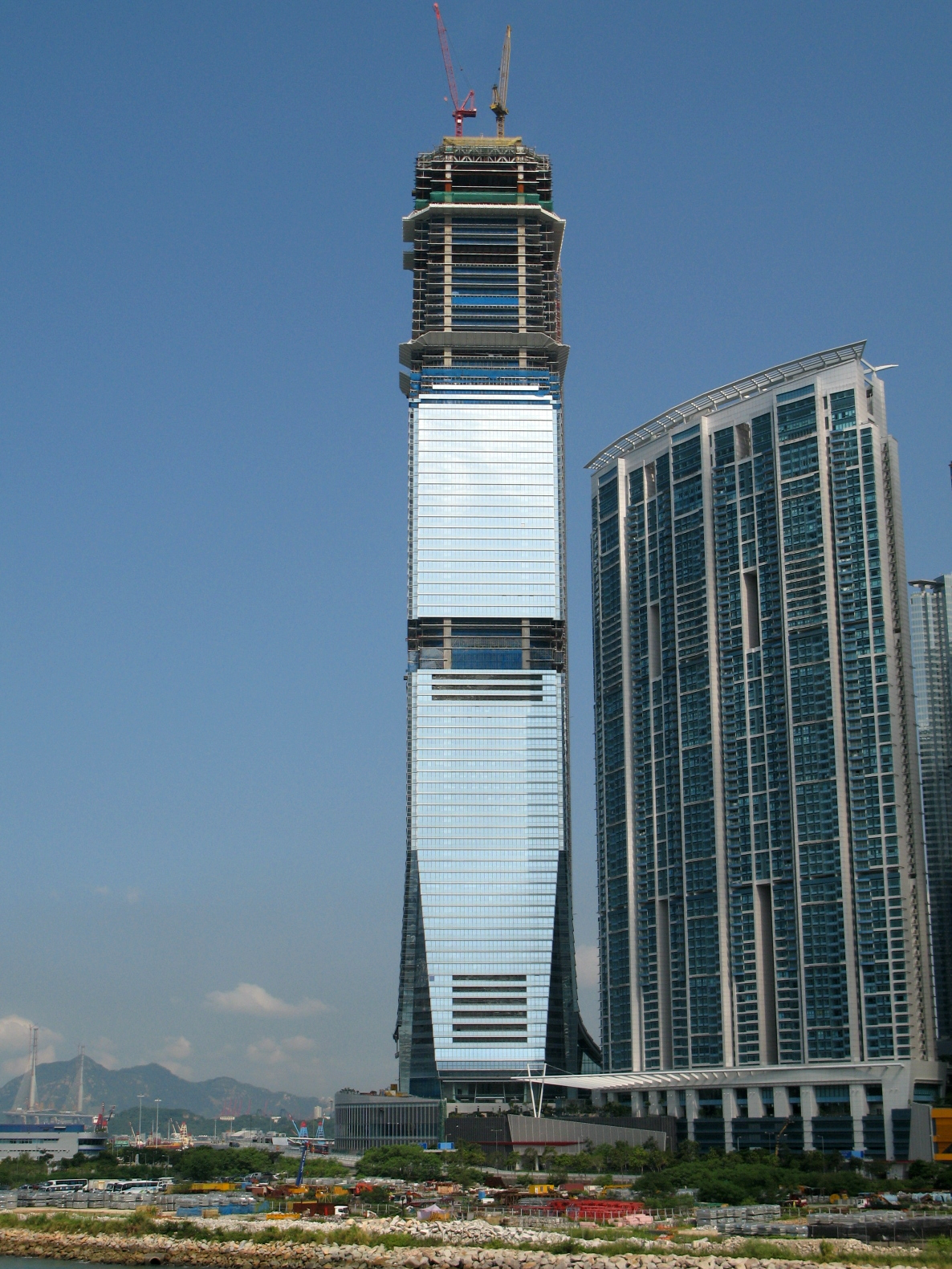
興建中的環球貿易廣場（2008年9月）
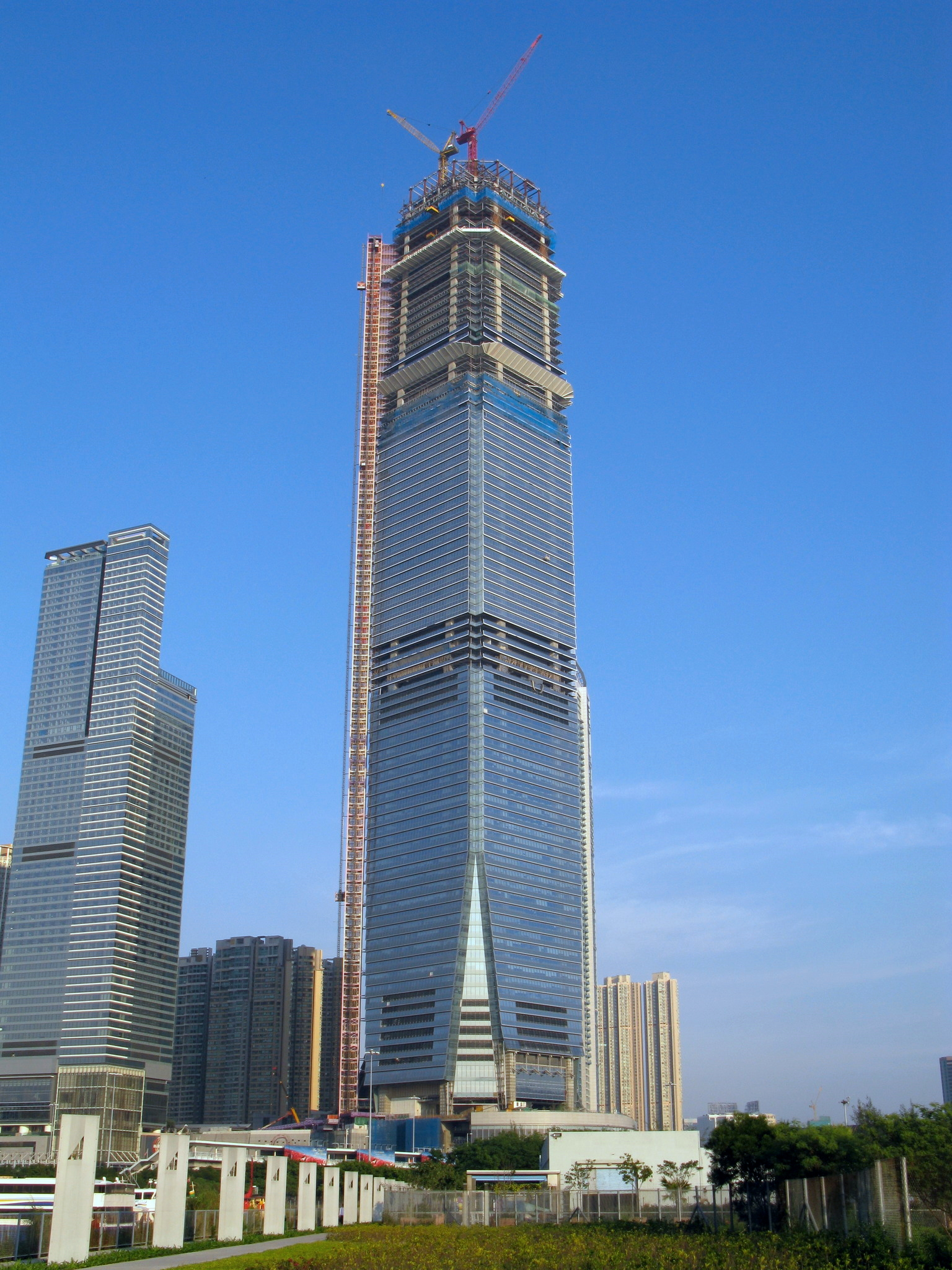
興建中的環球貿易廣場（2008年11月）
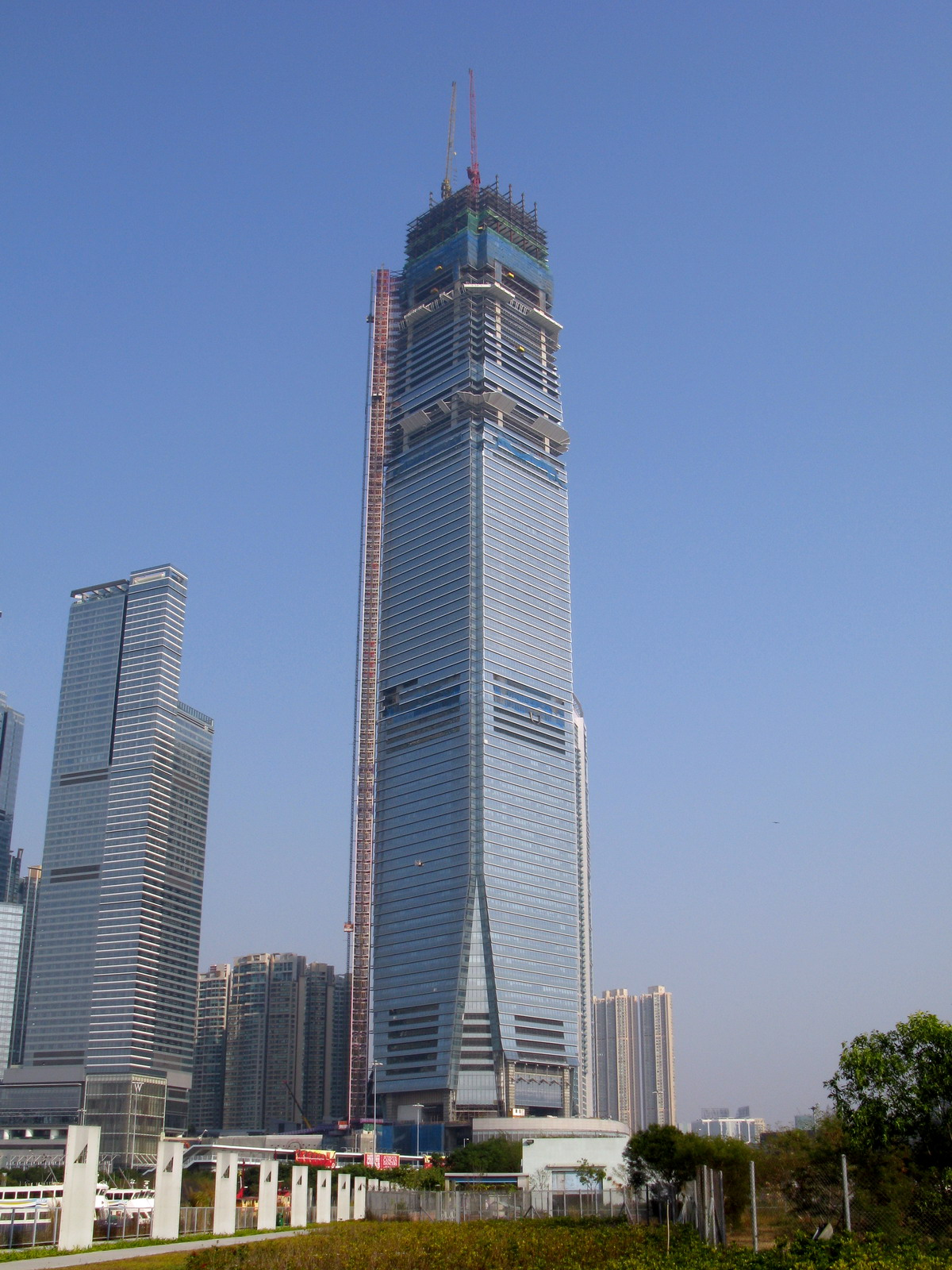
興建中的環球貿易廣場（2009年1月）
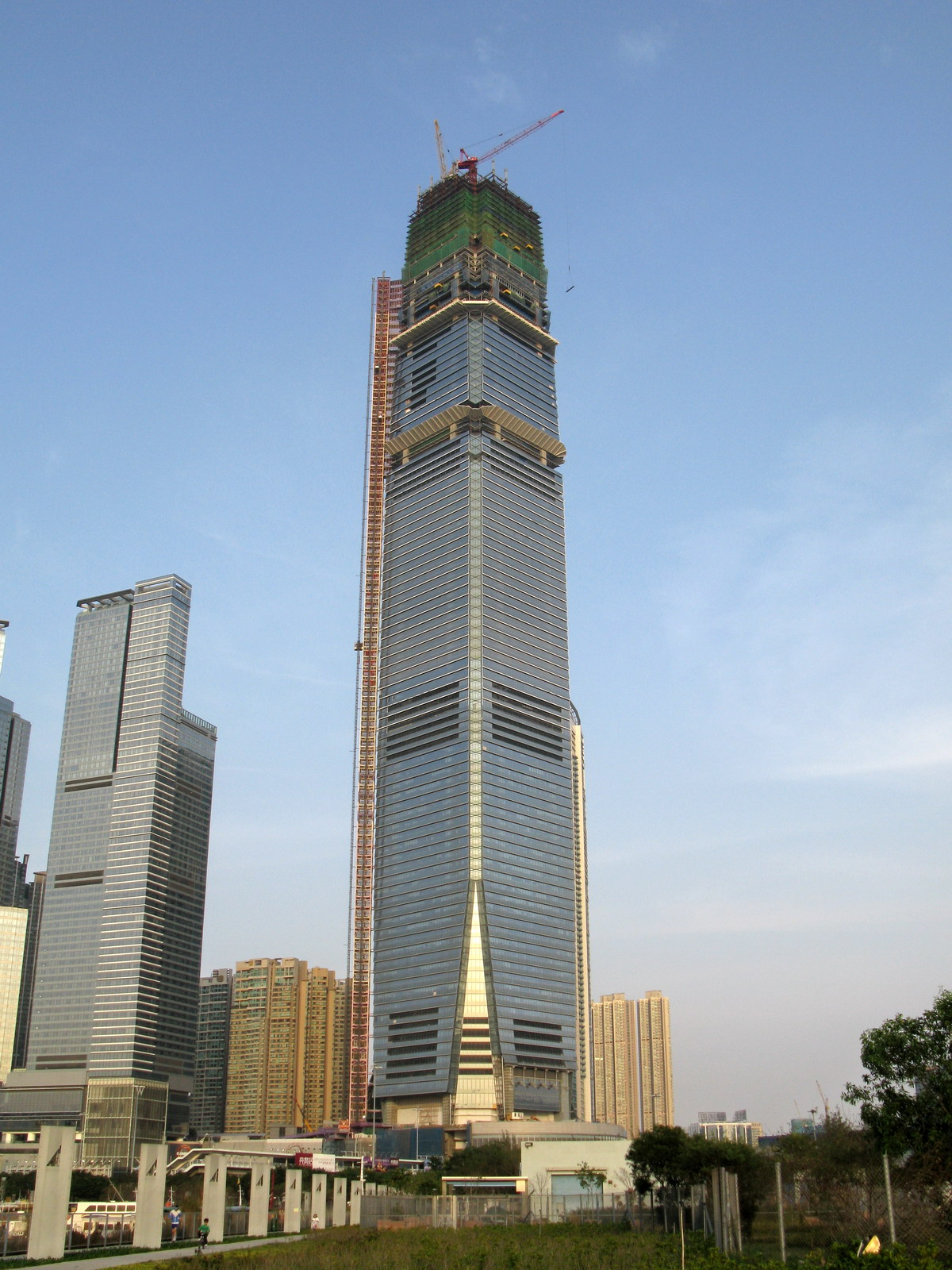
興建中的環球貿易廣場（2009年3月）
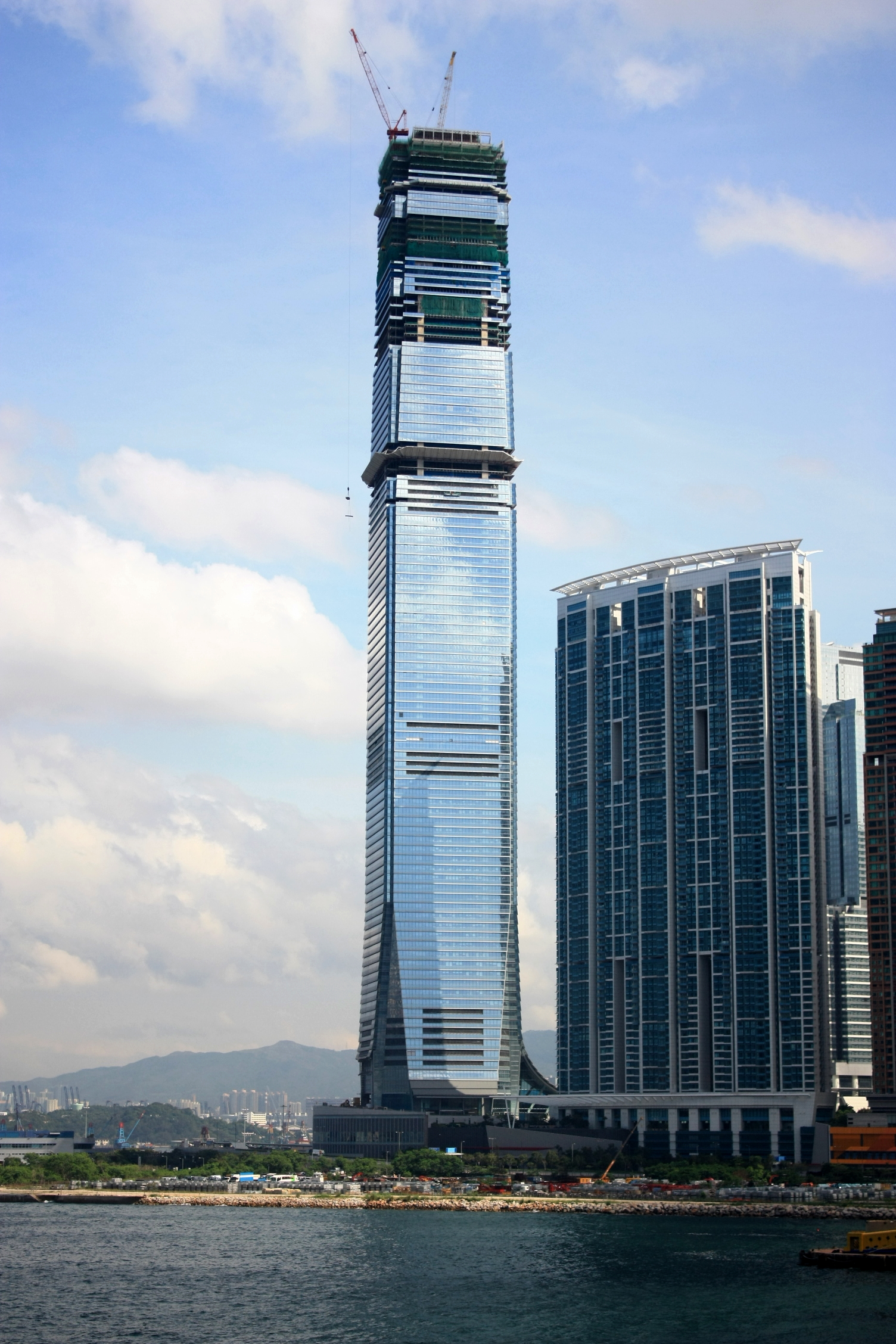
興建中的環球貿易廣場（2009年6月）
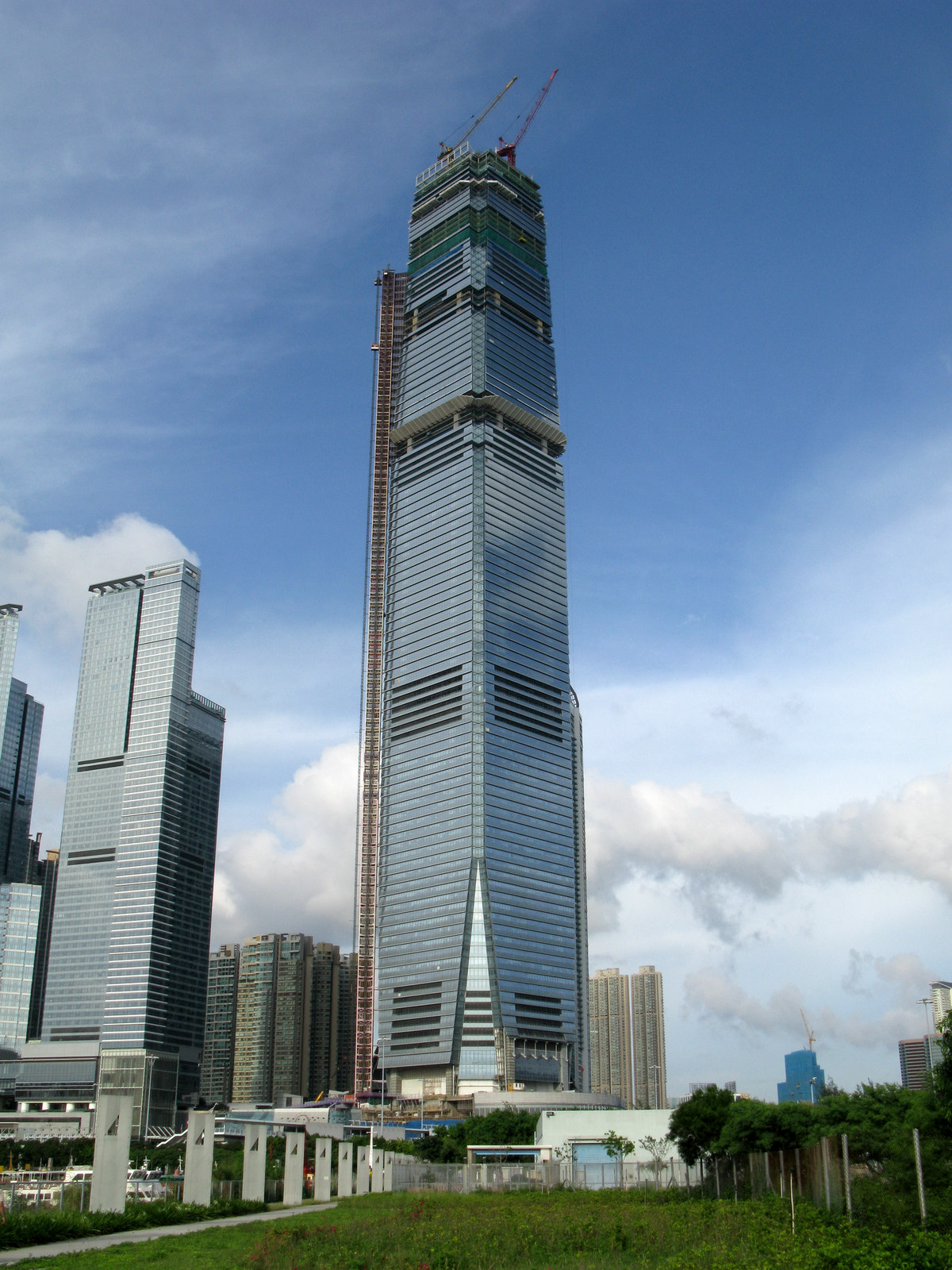
興建中的環球貿易廣場（2009年7月）
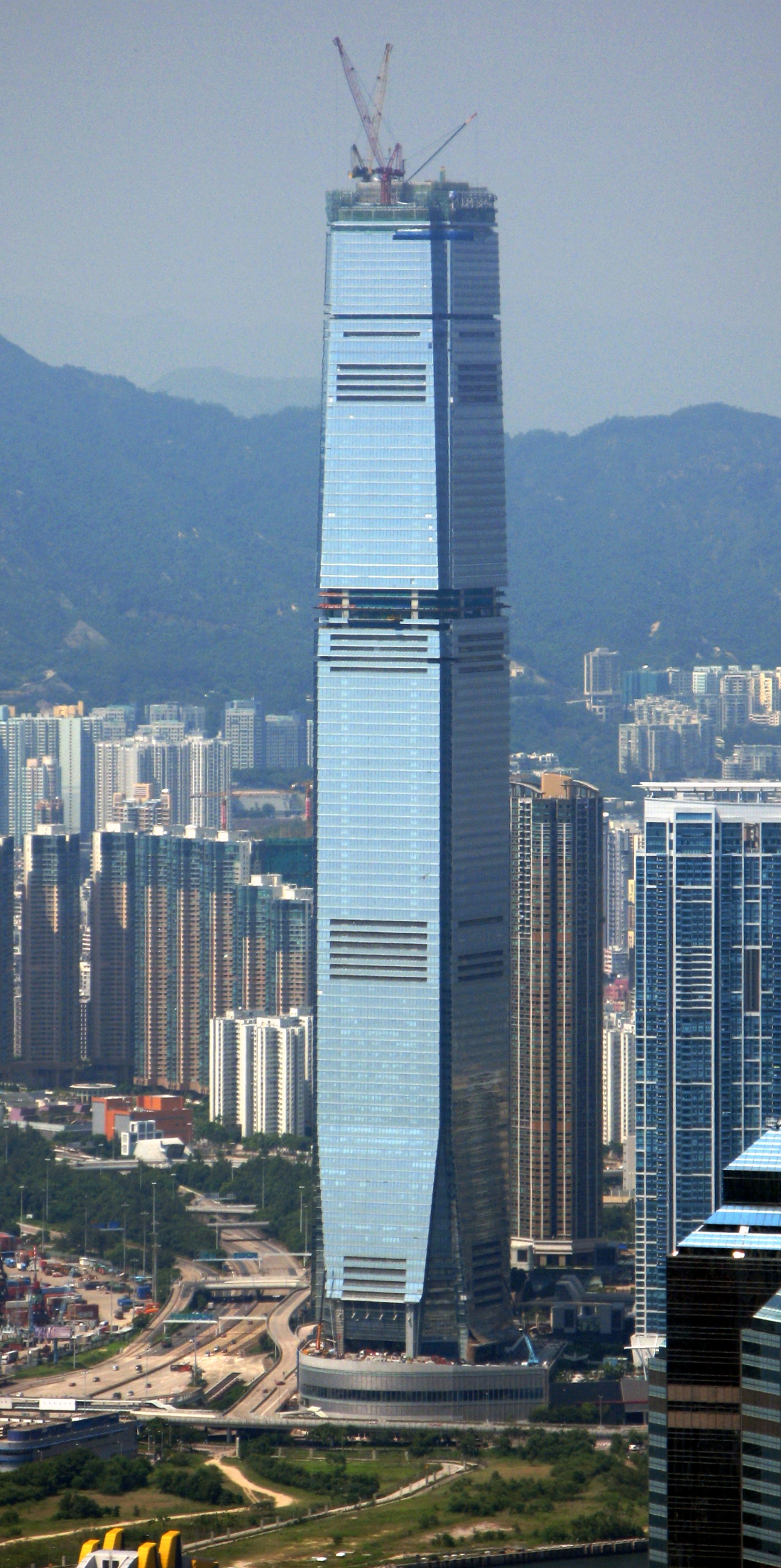
興建中的環球貿易廣場（2009年8月）
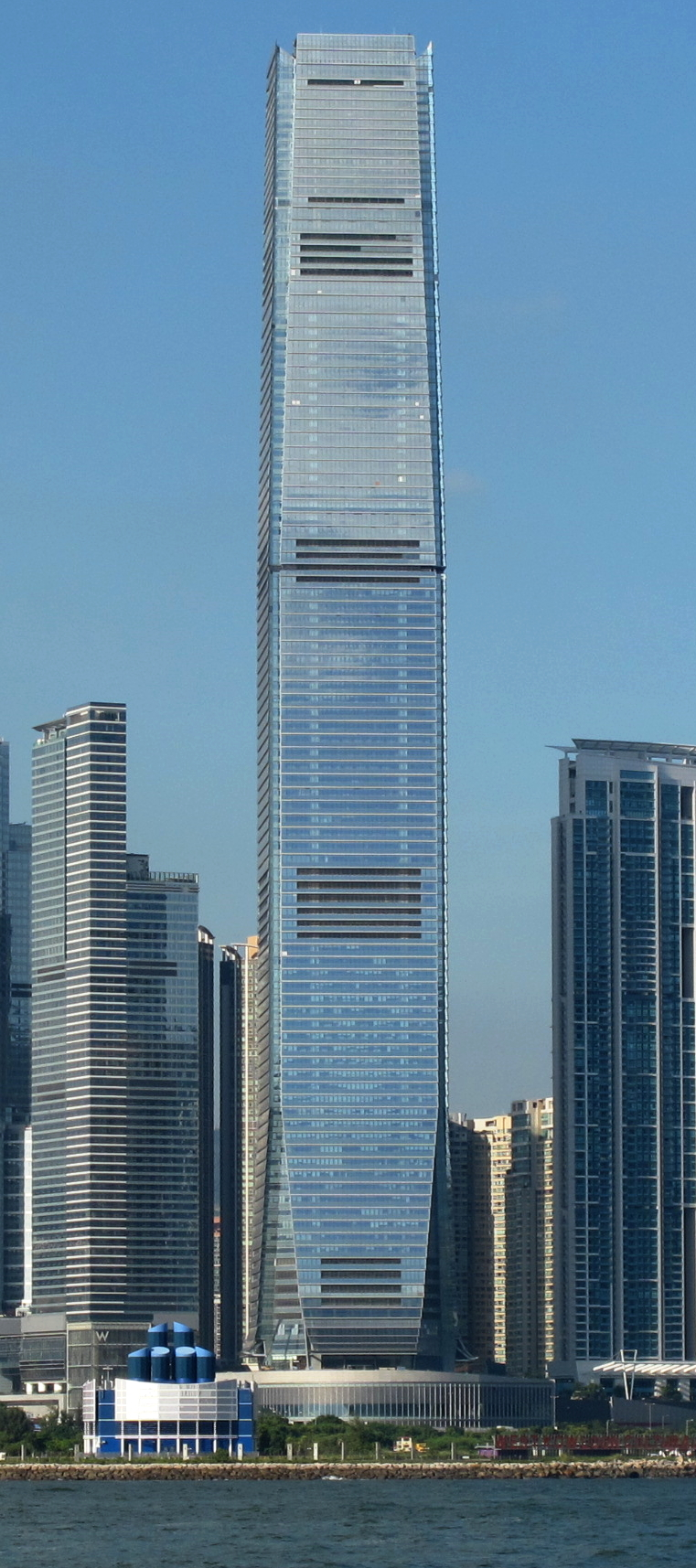
興建中的環球貿易廣場（2010年8月）

## 外部連結
- 環球貿易廣場官方網站（页面存档备份，存于）
- 環球貿易廣場觀景台官方網站 （页面存档备份，存于）
- Kohn Pedersen Fox Associates官方網站（英文） （页面存档备份，存于）
- OpenStreetMap上有關上海中心大厦的地理

22°18′12″N 114°09′37″E / 22.303242°N 114.160234°E